# Anàlisi retrospectiva
En problemes d'escacs, l'anàlisi retrospectiva és una tècnica que s'utilitza per determinar quins moviments es van jugar fins a arribar a una posició determinada. Tot i que aquesta tècnica rarament es necessita per resoldre problemes d'escacs ordinaris, hi ha tot un subgènere de problemes d'escacs en què n'és una part important; aquests problemes es coneixen com a retros.
Els retros poden demanar, per exemple, un escac i mat en dos, però el punt principal és explicar la història de la posició. Això pot ser important per determinar, per exemple, si no es permet l'enroc o si és possible una captura al pas. Altres problemes poden plantejar preguntes específiques relacionades amb la història de la posició, com ara: "L'alfic de c1 ha estat promocionat?". Es tracta essencialment d'una qüestió de raonament lògic, amb un gran atractiu per als entusiastes dels trencaclosques.
De vegades cal determinar si una posició determinada és legal, en el sentit de si s'hi podria arribar mitjançant una sèrie de moviments legals, per il·lògics que siguin. Una altra branca important dels problemes d'anàlisi retrògrada són els problemes de reconstrucció de partides.
|  |

## Exemple
|   | a | b | c | d | e | f | g | h |   |
| 8 | d6 negres torre · e5 blanques rei · e3 negres rei · f3 negres dama · g3 negres peó · h3 negres alfil | d6 negres torre · e5 blanques rei · e3 negres rei · f3 negres dama · g3 negres peó · h3 negres alfil | d6 negres torre · e5 blanques rei · e3 negres rei · f3 negres dama · g3 negres peó · h3 negres alfil | d6 negres torre · e5 blanques rei · e3 negres rei · f3 negres dama · g3 negres peó · h3 negres alfil | d6 negres torre · e5 blanques rei · e3 negres rei · f3 negres dama · g3 negres peó · h3 negres alfil | d6 negres torre · e5 blanques rei · e3 negres rei · f3 negres dama · g3 negres peó · h3 negres alfil | d6 negres torre · e5 blanques rei · e3 negres rei · f3 negres dama · g3 negres peó · h3 negres alfil | d6 negres torre · e5 blanques rei · e3 negres rei · f3 negres dama · g3 negres peó · h3 negres alfil | 8 |
| 7 | d6 negres torre · e5 blanques rei · e3 negres rei · f3 negres dama · g3 negres peó · h3 negres alfil | d6 negres torre · e5 blanques rei · e3 negres rei · f3 negres dama · g3 negres peó · h3 negres alfil | d6 negres torre · e5 blanques rei · e3 negres rei · f3 negres dama · g3 negres peó · h3 negres alfil | d6 negres torre · e5 blanques rei · e3 negres rei · f3 negres dama · g3 negres peó · h3 negres alfil | d6 negres torre · e5 blanques rei · e3 negres rei · f3 negres dama · g3 negres peó · h3 negres alfil | d6 negres torre · e5 blanques rei · e3 negres rei · f3 negres dama · g3 negres peó · h3 negres alfil | d6 negres torre · e5 blanques rei · e3 negres rei · f3 negres dama · g3 negres peó · h3 negres alfil | d6 negres torre · e5 blanques rei · e3 negres rei · f3 negres dama · g3 negres peó · h3 negres alfil | 7 |
| 6 | d6 negres torre · e5 blanques rei · e3 negres rei · f3 negres dama · g3 negres peó · h3 negres alfil | d6 negres torre · e5 blanques rei · e3 negres rei · f3 negres dama · g3 negres peó · h3 negres alfil | d6 negres torre · e5 blanques rei · e3 negres rei · f3 negres dama · g3 negres peó · h3 negres alfil | d6 negres torre · e5 blanques rei · e3 negres rei · f3 negres dama · g3 negres peó · h3 negres alfil | d6 negres torre · e5 blanques rei · e3 negres rei · f3 negres dama · g3 negres peó · h3 negres alfil | d6 negres torre · e5 blanques rei · e3 negres rei · f3 negres dama · g3 negres peó · h3 negres alfil | d6 negres torre · e5 blanques rei · e3 negres rei · f3 negres dama · g3 negres peó · h3 negres alfil | d6 negres torre · e5 blanques rei · e3 negres rei · f3 negres dama · g3 negres peó · h3 negres alfil | 6 |
| 5 | d6 negres torre · e5 blanques rei · e3 negres rei · f3 negres dama · g3 negres peó · h3 negres alfil | d6 negres torre · e5 blanques rei · e3 negres rei · f3 negres dama · g3 negres peó · h3 negres alfil | d6 negres torre · e5 blanques rei · e3 negres rei · f3 negres dama · g3 negres peó · h3 negres alfil | d6 negres torre · e5 blanques rei · e3 negres rei · f3 negres dama · g3 negres peó · h3 negres alfil | d6 negres torre · e5 blanques rei · e3 negres rei · f3 negres dama · g3 negres peó · h3 negres alfil | d6 negres torre · e5 blanques rei · e3 negres rei · f3 negres dama · g3 negres peó · h3 negres alfil | d6 negres torre · e5 blanques rei · e3 negres rei · f3 negres dama · g3 negres peó · h3 negres alfil | d6 negres torre · e5 blanques rei · e3 negres rei · f3 negres dama · g3 negres peó · h3 negres alfil | 5 |
| 4 | d6 negres torre · e5 blanques rei · e3 negres rei · f3 negres dama · g3 negres peó · h3 negres alfil | d6 negres torre · e5 blanques rei · e3 negres rei · f3 negres dama · g3 negres peó · h3 negres alfil | d6 negres torre · e5 blanques rei · e3 negres rei · f3 negres dama · g3 negres peó · h3 negres alfil | d6 negres torre · e5 blanques rei · e3 negres rei · f3 negres dama · g3 negres peó · h3 negres alfil | d6 negres torre · e5 blanques rei · e3 negres rei · f3 negres dama · g3 negres peó · h3 negres alfil | d6 negres torre · e5 blanques rei · e3 negres rei · f3 negres dama · g3 negres peó · h3 negres alfil | d6 negres torre · e5 blanques rei · e3 negres rei · f3 negres dama · g3 negres peó · h3 negres alfil | d6 negres torre · e5 blanques rei · e3 negres rei · f3 negres dama · g3 negres peó · h3 negres alfil | 4 |
| 3 | d6 negres torre · e5 blanques rei · e3 negres rei · f3 negres dama · g3 negres peó · h3 negres alfil | d6 negres torre · e5 blanques rei · e3 negres rei · f3 negres dama · g3 negres peó · h3 negres alfil | d6 negres torre · e5 blanques rei · e3 negres rei · f3 negres dama · g3 negres peó · h3 negres alfil | d6 negres torre · e5 blanques rei · e3 negres rei · f3 negres dama · g3 negres peó · h3 negres alfil | d6 negres torre · e5 blanques rei · e3 negres rei · f3 negres dama · g3 negres peó · h3 negres alfil | d6 negres torre · e5 blanques rei · e3 negres rei · f3 negres dama · g3 negres peó · h3 negres alfil | d6 negres torre · e5 blanques rei · e3 negres rei · f3 negres dama · g3 negres peó · h3 negres alfil | d6 negres torre · e5 blanques rei · e3 negres rei · f3 negres dama · g3 negres peó · h3 negres alfil | 3 |
| 2 | d6 negres torre · e5 blanques rei · e3 negres rei · f3 negres dama · g3 negres peó · h3 negres alfil | d6 negres torre · e5 blanques rei · e3 negres rei · f3 negres dama · g3 negres peó · h3 negres alfil | d6 negres torre · e5 blanques rei · e3 negres rei · f3 negres dama · g3 negres peó · h3 negres alfil | d6 negres torre · e5 blanques rei · e3 negres rei · f3 negres dama · g3 negres peó · h3 negres alfil | d6 negres torre · e5 blanques rei · e3 negres rei · f3 negres dama · g3 negres peó · h3 negres alfil | d6 negres torre · e5 blanques rei · e3 negres rei · f3 negres dama · g3 negres peó · h3 negres alfil | d6 negres torre · e5 blanques rei · e3 negres rei · f3 negres dama · g3 negres peó · h3 negres alfil | d6 negres torre · e5 blanques rei · e3 negres rei · f3 negres dama · g3 negres peó · h3 negres alfil | 2 |
| 1 | d6 negres torre · e5 blanques rei · e3 negres rei · f3 negres dama · g3 negres peó · h3 negres alfil | d6 negres torre · e5 blanques rei · e3 negres rei · f3 negres dama · g3 negres peó · h3 negres alfil | d6 negres torre · e5 blanques rei · e3 negres rei · f3 negres dama · g3 negres peó · h3 negres alfil | d6 negres torre · e5 blanques rei · e3 negres rei · f3 negres dama · g3 negres peó · h3 negres alfil | d6 negres torre · e5 blanques rei · e3 negres rei · f3 negres dama · g3 negres peó · h3 negres alfil | d6 negres torre · e5 blanques rei · e3 negres rei · f3 negres dama · g3 negres peó · h3 negres alfil | d6 negres torre · e5 blanques rei · e3 negres rei · f3 negres dama · g3 negres peó · h3 negres alfil | d6 negres torre · e5 blanques rei · e3 negres rei · f3 negres dama · g3 negres peó · h3 negres alfil | 1 |
|   | a | b | c | d | e | f | g | h |   |

A l'esquerra es mostra un exemple d'un problema d'anàlisi retrospectiva. El solucionador ha de deduir l'últim moviment de les blanques. No és immediatament evident com es podria haver mogut el rei blanc, ja que cada casilla adjacent posa a les blanques en un doble escac aparentment impossible; en un examen posterior, es fa evident que si el rei blanc es mogués des de f5, llavors les negres podrien haver fet l'escac doble jugant f4xg3, capturant un peó blanc a g4 al pas . Per tant, a la jugada anterior, les blanques han d'haver mogut un peó g2-g4. Però què havien mogut les negres abans? El rei blanc de f5 estava sota escac de l'alfil a h3 i hi havia un peó blanc a g2. L'única possibilitat és que les negres hagin mogut un cavall de g4 a e5 amb escac a la descoberta. Per tant, l'últim moviment de les blanques va ser rei a f5 capturant cavall a e5. (Tota la seqüència de moviments és 1...Cg4–e5+ (possiblement capturant quelcom a e5) 2.g2–g4 f4xg3+ ap 3. Rf5xe5.)

En aquest exemple, el fet que les negres puguin fer escac i mat de diverses maneres diferents és irrellevant; de la mateixa manera, el fet que les blanques hagin pogut capturar legalment la dama negra amb gxf3 en un moviment anterior és irrellevant. El solucionador només ha de deduir una seqüència legal de moviments que condueixen a la posició, independentment de qualsevol consideració d'estratègia d'escacs.

## Convencions d'enroc i capturaal pas
En la majoria dels problemes d'escacs, inclosos els problemes d'anàlisi retrògrada, se suposa que l'enroc és legal tret que es pugui demostrar el contrari. Una captura al pas, en canvi, només es permet si es pot demostrar que l'última jugada va ser un moviment doble del peó a capturar. Aquestes dues convencions donen lloc a característiques úniques dels problemes d'anàlisi retrògrada.

### Anàlisi retrògrada parcial (PRA)
|   | a | b | c | d | e | f | g | h |   |
| 8 | e8 negres rei · h8 negres torre · f6 blanques alfil · h6 blanques peó · d5 blanques torre · f5 blanques rei · g5 negres peó · h5 blanques peó | e8 negres rei · h8 negres torre · f6 blanques alfil · h6 blanques peó · d5 blanques torre · f5 blanques rei · g5 negres peó · h5 blanques peó | e8 negres rei · h8 negres torre · f6 blanques alfil · h6 blanques peó · d5 blanques torre · f5 blanques rei · g5 negres peó · h5 blanques peó | e8 negres rei · h8 negres torre · f6 blanques alfil · h6 blanques peó · d5 blanques torre · f5 blanques rei · g5 negres peó · h5 blanques peó | e8 negres rei · h8 negres torre · f6 blanques alfil · h6 blanques peó · d5 blanques torre · f5 blanques rei · g5 negres peó · h5 blanques peó | e8 negres rei · h8 negres torre · f6 blanques alfil · h6 blanques peó · d5 blanques torre · f5 blanques rei · g5 negres peó · h5 blanques peó | e8 negres rei · h8 negres torre · f6 blanques alfil · h6 blanques peó · d5 blanques torre · f5 blanques rei · g5 negres peó · h5 blanques peó | e8 negres rei · h8 negres torre · f6 blanques alfil · h6 blanques peó · d5 blanques torre · f5 blanques rei · g5 negres peó · h5 blanques peó | 8 |
| 7 | e8 negres rei · h8 negres torre · f6 blanques alfil · h6 blanques peó · d5 blanques torre · f5 blanques rei · g5 negres peó · h5 blanques peó | e8 negres rei · h8 negres torre · f6 blanques alfil · h6 blanques peó · d5 blanques torre · f5 blanques rei · g5 negres peó · h5 blanques peó | e8 negres rei · h8 negres torre · f6 blanques alfil · h6 blanques peó · d5 blanques torre · f5 blanques rei · g5 negres peó · h5 blanques peó | e8 negres rei · h8 negres torre · f6 blanques alfil · h6 blanques peó · d5 blanques torre · f5 blanques rei · g5 negres peó · h5 blanques peó | e8 negres rei · h8 negres torre · f6 blanques alfil · h6 blanques peó · d5 blanques torre · f5 blanques rei · g5 negres peó · h5 blanques peó | e8 negres rei · h8 negres torre · f6 blanques alfil · h6 blanques peó · d5 blanques torre · f5 blanques rei · g5 negres peó · h5 blanques peó | e8 negres rei · h8 negres torre · f6 blanques alfil · h6 blanques peó · d5 blanques torre · f5 blanques rei · g5 negres peó · h5 blanques peó | e8 negres rei · h8 negres torre · f6 blanques alfil · h6 blanques peó · d5 blanques torre · f5 blanques rei · g5 negres peó · h5 blanques peó | 7 |
| 6 | e8 negres rei · h8 negres torre · f6 blanques alfil · h6 blanques peó · d5 blanques torre · f5 blanques rei · g5 negres peó · h5 blanques peó | e8 negres rei · h8 negres torre · f6 blanques alfil · h6 blanques peó · d5 blanques torre · f5 blanques rei · g5 negres peó · h5 blanques peó | e8 negres rei · h8 negres torre · f6 blanques alfil · h6 blanques peó · d5 blanques torre · f5 blanques rei · g5 negres peó · h5 blanques peó | e8 negres rei · h8 negres torre · f6 blanques alfil · h6 blanques peó · d5 blanques torre · f5 blanques rei · g5 negres peó · h5 blanques peó | e8 negres rei · h8 negres torre · f6 blanques alfil · h6 blanques peó · d5 blanques torre · f5 blanques rei · g5 negres peó · h5 blanques peó | e8 negres rei · h8 negres torre · f6 blanques alfil · h6 blanques peó · d5 blanques torre · f5 blanques rei · g5 negres peó · h5 blanques peó | e8 negres rei · h8 negres torre · f6 blanques alfil · h6 blanques peó · d5 blanques torre · f5 blanques rei · g5 negres peó · h5 blanques peó | e8 negres rei · h8 negres torre · f6 blanques alfil · h6 blanques peó · d5 blanques torre · f5 blanques rei · g5 negres peó · h5 blanques peó | 6 |
| 5 | e8 negres rei · h8 negres torre · f6 blanques alfil · h6 blanques peó · d5 blanques torre · f5 blanques rei · g5 negres peó · h5 blanques peó | e8 negres rei · h8 negres torre · f6 blanques alfil · h6 blanques peó · d5 blanques torre · f5 blanques rei · g5 negres peó · h5 blanques peó | e8 negres rei · h8 negres torre · f6 blanques alfil · h6 blanques peó · d5 blanques torre · f5 blanques rei · g5 negres peó · h5 blanques peó | e8 negres rei · h8 negres torre · f6 blanques alfil · h6 blanques peó · d5 blanques torre · f5 blanques rei · g5 negres peó · h5 blanques peó | e8 negres rei · h8 negres torre · f6 blanques alfil · h6 blanques peó · d5 blanques torre · f5 blanques rei · g5 negres peó · h5 blanques peó | e8 negres rei · h8 negres torre · f6 blanques alfil · h6 blanques peó · d5 blanques torre · f5 blanques rei · g5 negres peó · h5 blanques peó | e8 negres rei · h8 negres torre · f6 blanques alfil · h6 blanques peó · d5 blanques torre · f5 blanques rei · g5 negres peó · h5 blanques peó | e8 negres rei · h8 negres torre · f6 blanques alfil · h6 blanques peó · d5 blanques torre · f5 blanques rei · g5 negres peó · h5 blanques peó | 5 |
| 4 | e8 negres rei · h8 negres torre · f6 blanques alfil · h6 blanques peó · d5 blanques torre · f5 blanques rei · g5 negres peó · h5 blanques peó | e8 negres rei · h8 negres torre · f6 blanques alfil · h6 blanques peó · d5 blanques torre · f5 blanques rei · g5 negres peó · h5 blanques peó | e8 negres rei · h8 negres torre · f6 blanques alfil · h6 blanques peó · d5 blanques torre · f5 blanques rei · g5 negres peó · h5 blanques peó | e8 negres rei · h8 negres torre · f6 blanques alfil · h6 blanques peó · d5 blanques torre · f5 blanques rei · g5 negres peó · h5 blanques peó | e8 negres rei · h8 negres torre · f6 blanques alfil · h6 blanques peó · d5 blanques torre · f5 blanques rei · g5 negres peó · h5 blanques peó | e8 negres rei · h8 negres torre · f6 blanques alfil · h6 blanques peó · d5 blanques torre · f5 blanques rei · g5 negres peó · h5 blanques peó | e8 negres rei · h8 negres torre · f6 blanques alfil · h6 blanques peó · d5 blanques torre · f5 blanques rei · g5 negres peó · h5 blanques peó | e8 negres rei · h8 negres torre · f6 blanques alfil · h6 blanques peó · d5 blanques torre · f5 blanques rei · g5 negres peó · h5 blanques peó | 4 |
| 3 | e8 negres rei · h8 negres torre · f6 blanques alfil · h6 blanques peó · d5 blanques torre · f5 blanques rei · g5 negres peó · h5 blanques peó | e8 negres rei · h8 negres torre · f6 blanques alfil · h6 blanques peó · d5 blanques torre · f5 blanques rei · g5 negres peó · h5 blanques peó | e8 negres rei · h8 negres torre · f6 blanques alfil · h6 blanques peó · d5 blanques torre · f5 blanques rei · g5 negres peó · h5 blanques peó | e8 negres rei · h8 negres torre · f6 blanques alfil · h6 blanques peó · d5 blanques torre · f5 blanques rei · g5 negres peó · h5 blanques peó | e8 negres rei · h8 negres torre · f6 blanques alfil · h6 blanques peó · d5 blanques torre · f5 blanques rei · g5 negres peó · h5 blanques peó | e8 negres rei · h8 negres torre · f6 blanques alfil · h6 blanques peó · d5 blanques torre · f5 blanques rei · g5 negres peó · h5 blanques peó | e8 negres rei · h8 negres torre · f6 blanques alfil · h6 blanques peó · d5 blanques torre · f5 blanques rei · g5 negres peó · h5 blanques peó | e8 negres rei · h8 negres torre · f6 blanques alfil · h6 blanques peó · d5 blanques torre · f5 blanques rei · g5 negres peó · h5 blanques peó | 3 |
| 2 | e8 negres rei · h8 negres torre · f6 blanques alfil · h6 blanques peó · d5 blanques torre · f5 blanques rei · g5 negres peó · h5 blanques peó | e8 negres rei · h8 negres torre · f6 blanques alfil · h6 blanques peó · d5 blanques torre · f5 blanques rei · g5 negres peó · h5 blanques peó | e8 negres rei · h8 negres torre · f6 blanques alfil · h6 blanques peó · d5 blanques torre · f5 blanques rei · g5 negres peó · h5 blanques peó | e8 negres rei · h8 negres torre · f6 blanques alfil · h6 blanques peó · d5 blanques torre · f5 blanques rei · g5 negres peó · h5 blanques peó | e8 negres rei · h8 negres torre · f6 blanques alfil · h6 blanques peó · d5 blanques torre · f5 blanques rei · g5 negres peó · h5 blanques peó | e8 negres rei · h8 negres torre · f6 blanques alfil · h6 blanques peó · d5 blanques torre · f5 blanques rei · g5 negres peó · h5 blanques peó | e8 negres rei · h8 negres torre · f6 blanques alfil · h6 blanques peó · d5 blanques torre · f5 blanques rei · g5 negres peó · h5 blanques peó | e8 negres rei · h8 negres torre · f6 blanques alfil · h6 blanques peó · d5 blanques torre · f5 blanques rei · g5 negres peó · h5 blanques peó | 2 |
| 1 | e8 negres rei · h8 negres torre · f6 blanques alfil · h6 blanques peó · d5 blanques torre · f5 blanques rei · g5 negres peó · h5 blanques peó | e8 negres rei · h8 negres torre · f6 blanques alfil · h6 blanques peó · d5 blanques torre · f5 blanques rei · g5 negres peó · h5 blanques peó | e8 negres rei · h8 negres torre · f6 blanques alfil · h6 blanques peó · d5 blanques torre · f5 blanques rei · g5 negres peó · h5 blanques peó | e8 negres rei · h8 negres torre · f6 blanques alfil · h6 blanques peó · d5 blanques torre · f5 blanques rei · g5 negres peó · h5 blanques peó | e8 negres rei · h8 negres torre · f6 blanques alfil · h6 blanques peó · d5 blanques torre · f5 blanques rei · g5 negres peó · h5 blanques peó | e8 negres rei · h8 negres torre · f6 blanques alfil · h6 blanques peó · d5 blanques torre · f5 blanques rei · g5 negres peó · h5 blanques peó | e8 negres rei · h8 negres torre · f6 blanques alfil · h6 blanques peó · d5 blanques torre · f5 blanques rei · g5 negres peó · h5 blanques peó | e8 negres rei · h8 negres torre · f6 blanques alfil · h6 blanques peó · d5 blanques torre · f5 blanques rei · g5 negres peó · h5 blanques peó | 1 |
|   | a | b | c | d | e | f | g | h |   |

Alguns problemes utilitzen un mètode anomenat "anàlisi retrospectiva parcial" (PRA). En aquests, la història d'una posició no es pot determinar amb certesa, però cadascuna de les històries alternatives exigeix una solució diferent. A l'article 16 del Còdex per a la composició d'escacs, la convenció PRA es defineix formalment de la manera següent:
"Quan els drets d'enroc i/o de captura en-passant depenen mútuament, la solució consta de diverses parts mútuament excloents. Totes les combinacions possibles de drets de moviment, tenint en compte la convenció d'enroc i la convenció en-passant, formen aquestes mútuament exclusives parts".
El problema de l'esquerra de W. Langstaff (de Chess Amateur 1922) és un exemple relativament senzill; és un mat en dos. És impossible determinar quina jugada va ser l'última de les negres, però és clar que han d'haver mogut el rei o la torre, o bé han jugat g7–g5 (g6–g5 és impossible, ja que el peó hauria estat fent xec). Per tant, les negres no poden enrocar, o les blanques poden capturar a g6 al pas. És impossible determinar exactament quin va ser l'últim moviment de les negres, de manera que la solució té dues línies:
1.Re6 i 2.Td8# (si les negres havien mogut el rei o la torre)
1.hxg6 ap (amenaça: 2.Td8#) 1... 0-0 2.h7# (si les negres havien mogut g7–g5)

### La convenció d'estratègia retro (RS)
|   | a | b | c | d | e | f | g | h |   |
| 8 | a8 negres torre · e8 negres rei · b7 negres peó · d7 negres peó · g7 negres peó · c6 negres peó · d6 blanques peó · h6 negres peó · f3 blanques torre · a2 blanques peó · b2 blanques peó · c2 blanques peó · d2 blanques peó · e1 blanques rei · h1 blanques torre | a8 negres torre · e8 negres rei · b7 negres peó · d7 negres peó · g7 negres peó · c6 negres peó · d6 blanques peó · h6 negres peó · f3 blanques torre · a2 blanques peó · b2 blanques peó · c2 blanques peó · d2 blanques peó · e1 blanques rei · h1 blanques torre | a8 negres torre · e8 negres rei · b7 negres peó · d7 negres peó · g7 negres peó · c6 negres peó · d6 blanques peó · h6 negres peó · f3 blanques torre · a2 blanques peó · b2 blanques peó · c2 blanques peó · d2 blanques peó · e1 blanques rei · h1 blanques torre | a8 negres torre · e8 negres rei · b7 negres peó · d7 negres peó · g7 negres peó · c6 negres peó · d6 blanques peó · h6 negres peó · f3 blanques torre · a2 blanques peó · b2 blanques peó · c2 blanques peó · d2 blanques peó · e1 blanques rei · h1 blanques torre | a8 negres torre · e8 negres rei · b7 negres peó · d7 negres peó · g7 negres peó · c6 negres peó · d6 blanques peó · h6 negres peó · f3 blanques torre · a2 blanques peó · b2 blanques peó · c2 blanques peó · d2 blanques peó · e1 blanques rei · h1 blanques torre | a8 negres torre · e8 negres rei · b7 negres peó · d7 negres peó · g7 negres peó · c6 negres peó · d6 blanques peó · h6 negres peó · f3 blanques torre · a2 blanques peó · b2 blanques peó · c2 blanques peó · d2 blanques peó · e1 blanques rei · h1 blanques torre | a8 negres torre · e8 negres rei · b7 negres peó · d7 negres peó · g7 negres peó · c6 negres peó · d6 blanques peó · h6 negres peó · f3 blanques torre · a2 blanques peó · b2 blanques peó · c2 blanques peó · d2 blanques peó · e1 blanques rei · h1 blanques torre | a8 negres torre · e8 negres rei · b7 negres peó · d7 negres peó · g7 negres peó · c6 negres peó · d6 blanques peó · h6 negres peó · f3 blanques torre · a2 blanques peó · b2 blanques peó · c2 blanques peó · d2 blanques peó · e1 blanques rei · h1 blanques torre | 8 |
| 7 | a8 negres torre · e8 negres rei · b7 negres peó · d7 negres peó · g7 negres peó · c6 negres peó · d6 blanques peó · h6 negres peó · f3 blanques torre · a2 blanques peó · b2 blanques peó · c2 blanques peó · d2 blanques peó · e1 blanques rei · h1 blanques torre | a8 negres torre · e8 negres rei · b7 negres peó · d7 negres peó · g7 negres peó · c6 negres peó · d6 blanques peó · h6 negres peó · f3 blanques torre · a2 blanques peó · b2 blanques peó · c2 blanques peó · d2 blanques peó · e1 blanques rei · h1 blanques torre | a8 negres torre · e8 negres rei · b7 negres peó · d7 negres peó · g7 negres peó · c6 negres peó · d6 blanques peó · h6 negres peó · f3 blanques torre · a2 blanques peó · b2 blanques peó · c2 blanques peó · d2 blanques peó · e1 blanques rei · h1 blanques torre | a8 negres torre · e8 negres rei · b7 negres peó · d7 negres peó · g7 negres peó · c6 negres peó · d6 blanques peó · h6 negres peó · f3 blanques torre · a2 blanques peó · b2 blanques peó · c2 blanques peó · d2 blanques peó · e1 blanques rei · h1 blanques torre | a8 negres torre · e8 negres rei · b7 negres peó · d7 negres peó · g7 negres peó · c6 negres peó · d6 blanques peó · h6 negres peó · f3 blanques torre · a2 blanques peó · b2 blanques peó · c2 blanques peó · d2 blanques peó · e1 blanques rei · h1 blanques torre | a8 negres torre · e8 negres rei · b7 negres peó · d7 negres peó · g7 negres peó · c6 negres peó · d6 blanques peó · h6 negres peó · f3 blanques torre · a2 blanques peó · b2 blanques peó · c2 blanques peó · d2 blanques peó · e1 blanques rei · h1 blanques torre | a8 negres torre · e8 negres rei · b7 negres peó · d7 negres peó · g7 negres peó · c6 negres peó · d6 blanques peó · h6 negres peó · f3 blanques torre · a2 blanques peó · b2 blanques peó · c2 blanques peó · d2 blanques peó · e1 blanques rei · h1 blanques torre | a8 negres torre · e8 negres rei · b7 negres peó · d7 negres peó · g7 negres peó · c6 negres peó · d6 blanques peó · h6 negres peó · f3 blanques torre · a2 blanques peó · b2 blanques peó · c2 blanques peó · d2 blanques peó · e1 blanques rei · h1 blanques torre | 7 |
| 6 | a8 negres torre · e8 negres rei · b7 negres peó · d7 negres peó · g7 negres peó · c6 negres peó · d6 blanques peó · h6 negres peó · f3 blanques torre · a2 blanques peó · b2 blanques peó · c2 blanques peó · d2 blanques peó · e1 blanques rei · h1 blanques torre | a8 negres torre · e8 negres rei · b7 negres peó · d7 negres peó · g7 negres peó · c6 negres peó · d6 blanques peó · h6 negres peó · f3 blanques torre · a2 blanques peó · b2 blanques peó · c2 blanques peó · d2 blanques peó · e1 blanques rei · h1 blanques torre | a8 negres torre · e8 negres rei · b7 negres peó · d7 negres peó · g7 negres peó · c6 negres peó · d6 blanques peó · h6 negres peó · f3 blanques torre · a2 blanques peó · b2 blanques peó · c2 blanques peó · d2 blanques peó · e1 blanques rei · h1 blanques torre | a8 negres torre · e8 negres rei · b7 negres peó · d7 negres peó · g7 negres peó · c6 negres peó · d6 blanques peó · h6 negres peó · f3 blanques torre · a2 blanques peó · b2 blanques peó · c2 blanques peó · d2 blanques peó · e1 blanques rei · h1 blanques torre | a8 negres torre · e8 negres rei · b7 negres peó · d7 negres peó · g7 negres peó · c6 negres peó · d6 blanques peó · h6 negres peó · f3 blanques torre · a2 blanques peó · b2 blanques peó · c2 blanques peó · d2 blanques peó · e1 blanques rei · h1 blanques torre | a8 negres torre · e8 negres rei · b7 negres peó · d7 negres peó · g7 negres peó · c6 negres peó · d6 blanques peó · h6 negres peó · f3 blanques torre · a2 blanques peó · b2 blanques peó · c2 blanques peó · d2 blanques peó · e1 blanques rei · h1 blanques torre | a8 negres torre · e8 negres rei · b7 negres peó · d7 negres peó · g7 negres peó · c6 negres peó · d6 blanques peó · h6 negres peó · f3 blanques torre · a2 blanques peó · b2 blanques peó · c2 blanques peó · d2 blanques peó · e1 blanques rei · h1 blanques torre | a8 negres torre · e8 negres rei · b7 negres peó · d7 negres peó · g7 negres peó · c6 negres peó · d6 blanques peó · h6 negres peó · f3 blanques torre · a2 blanques peó · b2 blanques peó · c2 blanques peó · d2 blanques peó · e1 blanques rei · h1 blanques torre | 6 |
| 5 | a8 negres torre · e8 negres rei · b7 negres peó · d7 negres peó · g7 negres peó · c6 negres peó · d6 blanques peó · h6 negres peó · f3 blanques torre · a2 blanques peó · b2 blanques peó · c2 blanques peó · d2 blanques peó · e1 blanques rei · h1 blanques torre | a8 negres torre · e8 negres rei · b7 negres peó · d7 negres peó · g7 negres peó · c6 negres peó · d6 blanques peó · h6 negres peó · f3 blanques torre · a2 blanques peó · b2 blanques peó · c2 blanques peó · d2 blanques peó · e1 blanques rei · h1 blanques torre | a8 negres torre · e8 negres rei · b7 negres peó · d7 negres peó · g7 negres peó · c6 negres peó · d6 blanques peó · h6 negres peó · f3 blanques torre · a2 blanques peó · b2 blanques peó · c2 blanques peó · d2 blanques peó · e1 blanques rei · h1 blanques torre | a8 negres torre · e8 negres rei · b7 negres peó · d7 negres peó · g7 negres peó · c6 negres peó · d6 blanques peó · h6 negres peó · f3 blanques torre · a2 blanques peó · b2 blanques peó · c2 blanques peó · d2 blanques peó · e1 blanques rei · h1 blanques torre | a8 negres torre · e8 negres rei · b7 negres peó · d7 negres peó · g7 negres peó · c6 negres peó · d6 blanques peó · h6 negres peó · f3 blanques torre · a2 blanques peó · b2 blanques peó · c2 blanques peó · d2 blanques peó · e1 blanques rei · h1 blanques torre | a8 negres torre · e8 negres rei · b7 negres peó · d7 negres peó · g7 negres peó · c6 negres peó · d6 blanques peó · h6 negres peó · f3 blanques torre · a2 blanques peó · b2 blanques peó · c2 blanques peó · d2 blanques peó · e1 blanques rei · h1 blanques torre | a8 negres torre · e8 negres rei · b7 negres peó · d7 negres peó · g7 negres peó · c6 negres peó · d6 blanques peó · h6 negres peó · f3 blanques torre · a2 blanques peó · b2 blanques peó · c2 blanques peó · d2 blanques peó · e1 blanques rei · h1 blanques torre | a8 negres torre · e8 negres rei · b7 negres peó · d7 negres peó · g7 negres peó · c6 negres peó · d6 blanques peó · h6 negres peó · f3 blanques torre · a2 blanques peó · b2 blanques peó · c2 blanques peó · d2 blanques peó · e1 blanques rei · h1 blanques torre | 5 |
| 4 | a8 negres torre · e8 negres rei · b7 negres peó · d7 negres peó · g7 negres peó · c6 negres peó · d6 blanques peó · h6 negres peó · f3 blanques torre · a2 blanques peó · b2 blanques peó · c2 blanques peó · d2 blanques peó · e1 blanques rei · h1 blanques torre | a8 negres torre · e8 negres rei · b7 negres peó · d7 negres peó · g7 negres peó · c6 negres peó · d6 blanques peó · h6 negres peó · f3 blanques torre · a2 blanques peó · b2 blanques peó · c2 blanques peó · d2 blanques peó · e1 blanques rei · h1 blanques torre | a8 negres torre · e8 negres rei · b7 negres peó · d7 negres peó · g7 negres peó · c6 negres peó · d6 blanques peó · h6 negres peó · f3 blanques torre · a2 blanques peó · b2 blanques peó · c2 blanques peó · d2 blanques peó · e1 blanques rei · h1 blanques torre | a8 negres torre · e8 negres rei · b7 negres peó · d7 negres peó · g7 negres peó · c6 negres peó · d6 blanques peó · h6 negres peó · f3 blanques torre · a2 blanques peó · b2 blanques peó · c2 blanques peó · d2 blanques peó · e1 blanques rei · h1 blanques torre | a8 negres torre · e8 negres rei · b7 negres peó · d7 negres peó · g7 negres peó · c6 negres peó · d6 blanques peó · h6 negres peó · f3 blanques torre · a2 blanques peó · b2 blanques peó · c2 blanques peó · d2 blanques peó · e1 blanques rei · h1 blanques torre | a8 negres torre · e8 negres rei · b7 negres peó · d7 negres peó · g7 negres peó · c6 negres peó · d6 blanques peó · h6 negres peó · f3 blanques torre · a2 blanques peó · b2 blanques peó · c2 blanques peó · d2 blanques peó · e1 blanques rei · h1 blanques torre | a8 negres torre · e8 negres rei · b7 negres peó · d7 negres peó · g7 negres peó · c6 negres peó · d6 blanques peó · h6 negres peó · f3 blanques torre · a2 blanques peó · b2 blanques peó · c2 blanques peó · d2 blanques peó · e1 blanques rei · h1 blanques torre | a8 negres torre · e8 negres rei · b7 negres peó · d7 negres peó · g7 negres peó · c6 negres peó · d6 blanques peó · h6 negres peó · f3 blanques torre · a2 blanques peó · b2 blanques peó · c2 blanques peó · d2 blanques peó · e1 blanques rei · h1 blanques torre | 4 |
| 3 | a8 negres torre · e8 negres rei · b7 negres peó · d7 negres peó · g7 negres peó · c6 negres peó · d6 blanques peó · h6 negres peó · f3 blanques torre · a2 blanques peó · b2 blanques peó · c2 blanques peó · d2 blanques peó · e1 blanques rei · h1 blanques torre | a8 negres torre · e8 negres rei · b7 negres peó · d7 negres peó · g7 negres peó · c6 negres peó · d6 blanques peó · h6 negres peó · f3 blanques torre · a2 blanques peó · b2 blanques peó · c2 blanques peó · d2 blanques peó · e1 blanques rei · h1 blanques torre | a8 negres torre · e8 negres rei · b7 negres peó · d7 negres peó · g7 negres peó · c6 negres peó · d6 blanques peó · h6 negres peó · f3 blanques torre · a2 blanques peó · b2 blanques peó · c2 blanques peó · d2 blanques peó · e1 blanques rei · h1 blanques torre | a8 negres torre · e8 negres rei · b7 negres peó · d7 negres peó · g7 negres peó · c6 negres peó · d6 blanques peó · h6 negres peó · f3 blanques torre · a2 blanques peó · b2 blanques peó · c2 blanques peó · d2 blanques peó · e1 blanques rei · h1 blanques torre | a8 negres torre · e8 negres rei · b7 negres peó · d7 negres peó · g7 negres peó · c6 negres peó · d6 blanques peó · h6 negres peó · f3 blanques torre · a2 blanques peó · b2 blanques peó · c2 blanques peó · d2 blanques peó · e1 blanques rei · h1 blanques torre | a8 negres torre · e8 negres rei · b7 negres peó · d7 negres peó · g7 negres peó · c6 negres peó · d6 blanques peó · h6 negres peó · f3 blanques torre · a2 blanques peó · b2 blanques peó · c2 blanques peó · d2 blanques peó · e1 blanques rei · h1 blanques torre | a8 negres torre · e8 negres rei · b7 negres peó · d7 negres peó · g7 negres peó · c6 negres peó · d6 blanques peó · h6 negres peó · f3 blanques torre · a2 blanques peó · b2 blanques peó · c2 blanques peó · d2 blanques peó · e1 blanques rei · h1 blanques torre | a8 negres torre · e8 negres rei · b7 negres peó · d7 negres peó · g7 negres peó · c6 negres peó · d6 blanques peó · h6 negres peó · f3 blanques torre · a2 blanques peó · b2 blanques peó · c2 blanques peó · d2 blanques peó · e1 blanques rei · h1 blanques torre | 3 |
| 2 | a8 negres torre · e8 negres rei · b7 negres peó · d7 negres peó · g7 negres peó · c6 negres peó · d6 blanques peó · h6 negres peó · f3 blanques torre · a2 blanques peó · b2 blanques peó · c2 blanques peó · d2 blanques peó · e1 blanques rei · h1 blanques torre | a8 negres torre · e8 negres rei · b7 negres peó · d7 negres peó · g7 negres peó · c6 negres peó · d6 blanques peó · h6 negres peó · f3 blanques torre · a2 blanques peó · b2 blanques peó · c2 blanques peó · d2 blanques peó · e1 blanques rei · h1 blanques torre | a8 negres torre · e8 negres rei · b7 negres peó · d7 negres peó · g7 negres peó · c6 negres peó · d6 blanques peó · h6 negres peó · f3 blanques torre · a2 blanques peó · b2 blanques peó · c2 blanques peó · d2 blanques peó · e1 blanques rei · h1 blanques torre | a8 negres torre · e8 negres rei · b7 negres peó · d7 negres peó · g7 negres peó · c6 negres peó · d6 blanques peó · h6 negres peó · f3 blanques torre · a2 blanques peó · b2 blanques peó · c2 blanques peó · d2 blanques peó · e1 blanques rei · h1 blanques torre | a8 negres torre · e8 negres rei · b7 negres peó · d7 negres peó · g7 negres peó · c6 negres peó · d6 blanques peó · h6 negres peó · f3 blanques torre · a2 blanques peó · b2 blanques peó · c2 blanques peó · d2 blanques peó · e1 blanques rei · h1 blanques torre | a8 negres torre · e8 negres rei · b7 negres peó · d7 negres peó · g7 negres peó · c6 negres peó · d6 blanques peó · h6 negres peó · f3 blanques torre · a2 blanques peó · b2 blanques peó · c2 blanques peó · d2 blanques peó · e1 blanques rei · h1 blanques torre | a8 negres torre · e8 negres rei · b7 negres peó · d7 negres peó · g7 negres peó · c6 negres peó · d6 blanques peó · h6 negres peó · f3 blanques torre · a2 blanques peó · b2 blanques peó · c2 blanques peó · d2 blanques peó · e1 blanques rei · h1 blanques torre | a8 negres torre · e8 negres rei · b7 negres peó · d7 negres peó · g7 negres peó · c6 negres peó · d6 blanques peó · h6 negres peó · f3 blanques torre · a2 blanques peó · b2 blanques peó · c2 blanques peó · d2 blanques peó · e1 blanques rei · h1 blanques torre | 2 |
| 1 | a8 negres torre · e8 negres rei · b7 negres peó · d7 negres peó · g7 negres peó · c6 negres peó · d6 blanques peó · h6 negres peó · f3 blanques torre · a2 blanques peó · b2 blanques peó · c2 blanques peó · d2 blanques peó · e1 blanques rei · h1 blanques torre | a8 negres torre · e8 negres rei · b7 negres peó · d7 negres peó · g7 negres peó · c6 negres peó · d6 blanques peó · h6 negres peó · f3 blanques torre · a2 blanques peó · b2 blanques peó · c2 blanques peó · d2 blanques peó · e1 blanques rei · h1 blanques torre | a8 negres torre · e8 negres rei · b7 negres peó · d7 negres peó · g7 negres peó · c6 negres peó · d6 blanques peó · h6 negres peó · f3 blanques torre · a2 blanques peó · b2 blanques peó · c2 blanques peó · d2 blanques peó · e1 blanques rei · h1 blanques torre | a8 negres torre · e8 negres rei · b7 negres peó · d7 negres peó · g7 negres peó · c6 negres peó · d6 blanques peó · h6 negres peó · f3 blanques torre · a2 blanques peó · b2 blanques peó · c2 blanques peó · d2 blanques peó · e1 blanques rei · h1 blanques torre | a8 negres torre · e8 negres rei · b7 negres peó · d7 negres peó · g7 negres peó · c6 negres peó · d6 blanques peó · h6 negres peó · f3 blanques torre · a2 blanques peó · b2 blanques peó · c2 blanques peó · d2 blanques peó · e1 blanques rei · h1 blanques torre | a8 negres torre · e8 negres rei · b7 negres peó · d7 negres peó · g7 negres peó · c6 negres peó · d6 blanques peó · h6 negres peó · f3 blanques torre · a2 blanques peó · b2 blanques peó · c2 blanques peó · d2 blanques peó · e1 blanques rei · h1 blanques torre | a8 negres torre · e8 negres rei · b7 negres peó · d7 negres peó · g7 negres peó · c6 negres peó · d6 blanques peó · h6 negres peó · f3 blanques torre · a2 blanques peó · b2 blanques peó · c2 blanques peó · d2 blanques peó · e1 blanques rei · h1 blanques torre | a8 negres torre · e8 negres rei · b7 negres peó · d7 negres peó · g7 negres peó · c6 negres peó · d6 blanques peó · h6 negres peó · f3 blanques torre · a2 blanques peó · b2 blanques peó · c2 blanques peó · d2 blanques peó · e1 blanques rei · h1 blanques torre | 1 |
|   | a | b | c | d | e | f | g | h |   |

De vegades és possible demostrar que només un dels dos moviments d'enroc és legal, però és impossible determinar quin. En aquest cas, el moviment d'enroc que s'executa primer és el que es considera legal. El Còdex defineix la convenció d'estratègia retro (RS) de la següent manera:
"Si en el cas de dependència mútua dels drets d'enroc no és possible una solució segons la convenció PRA, s'hauria d'aplicar la convenció Retro-Strategy (RS): es considera que l'enroc que s'executa primer és l'admissible".
En el problema de l'esquerra, si la torre de f3 és una peça promocionada, llavors és possible demostrar que les negres no poden enrocar. Les blanques, en canvi, poden enrocar, ja que no es pot demostrar que sigui il·legal. Si la torre de f3 no fos una peça promoguda, aleshores una de les dues torres blanques provenia originalment de la casella a1, en aquest cas el rei blanc s'ha mogut i les blanques no poden enrocar; les negres, en canvi, poden enrocar ja que no es pot demostrar que sigui il·legal.
Dit d'una altra manera, les blanques poden enrocar o les negres poden enrocar, però no tots dos. Si les negres poden enrocar, aleshores el problema no té solució, de manera que les blanques han d'enrocar per demostrar que les negres no poden enrocar. Per tant, la solució és 1.0-0 ("impedeix" que les negres enroquin demostrant que la torre de f3 està promocionada) seguida de 2.Tf8#. Tingueu en compte que si les blanques juguessin 1.Thf1, les negres tindrien permís per enrocar, i no hi hauria mat.
|   | a | b | c | d | e | f | g | h |   |
| 8 | e8 negres rei · h8 negres torre · b7 negres peó · c7 negres peó · f7 negres peó · a6 negres peó · e6 negres peó · f6 blanques peó · h6 negres peó · b4 blanques peó · g4 negres peó · c3 negres peó · d3 blanques torre · h3 blanques peó · c2 blanques peó · d2 blanques peó · f2 blanques peó · g2 blanques peó · c1 blanques rei · d1 blanques torre | e8 negres rei · h8 negres torre · b7 negres peó · c7 negres peó · f7 negres peó · a6 negres peó · e6 negres peó · f6 blanques peó · h6 negres peó · b4 blanques peó · g4 negres peó · c3 negres peó · d3 blanques torre · h3 blanques peó · c2 blanques peó · d2 blanques peó · f2 blanques peó · g2 blanques peó · c1 blanques rei · d1 blanques torre | e8 negres rei · h8 negres torre · b7 negres peó · c7 negres peó · f7 negres peó · a6 negres peó · e6 negres peó · f6 blanques peó · h6 negres peó · b4 blanques peó · g4 negres peó · c3 negres peó · d3 blanques torre · h3 blanques peó · c2 blanques peó · d2 blanques peó · f2 blanques peó · g2 blanques peó · c1 blanques rei · d1 blanques torre | e8 negres rei · h8 negres torre · b7 negres peó · c7 negres peó · f7 negres peó · a6 negres peó · e6 negres peó · f6 blanques peó · h6 negres peó · b4 blanques peó · g4 negres peó · c3 negres peó · d3 blanques torre · h3 blanques peó · c2 blanques peó · d2 blanques peó · f2 blanques peó · g2 blanques peó · c1 blanques rei · d1 blanques torre | e8 negres rei · h8 negres torre · b7 negres peó · c7 negres peó · f7 negres peó · a6 negres peó · e6 negres peó · f6 blanques peó · h6 negres peó · b4 blanques peó · g4 negres peó · c3 negres peó · d3 blanques torre · h3 blanques peó · c2 blanques peó · d2 blanques peó · f2 blanques peó · g2 blanques peó · c1 blanques rei · d1 blanques torre | e8 negres rei · h8 negres torre · b7 negres peó · c7 negres peó · f7 negres peó · a6 negres peó · e6 negres peó · f6 blanques peó · h6 negres peó · b4 blanques peó · g4 negres peó · c3 negres peó · d3 blanques torre · h3 blanques peó · c2 blanques peó · d2 blanques peó · f2 blanques peó · g2 blanques peó · c1 blanques rei · d1 blanques torre | e8 negres rei · h8 negres torre · b7 negres peó · c7 negres peó · f7 negres peó · a6 negres peó · e6 negres peó · f6 blanques peó · h6 negres peó · b4 blanques peó · g4 negres peó · c3 negres peó · d3 blanques torre · h3 blanques peó · c2 blanques peó · d2 blanques peó · f2 blanques peó · g2 blanques peó · c1 blanques rei · d1 blanques torre | e8 negres rei · h8 negres torre · b7 negres peó · c7 negres peó · f7 negres peó · a6 negres peó · e6 negres peó · f6 blanques peó · h6 negres peó · b4 blanques peó · g4 negres peó · c3 negres peó · d3 blanques torre · h3 blanques peó · c2 blanques peó · d2 blanques peó · f2 blanques peó · g2 blanques peó · c1 blanques rei · d1 blanques torre | 8 |
| 7 | e8 negres rei · h8 negres torre · b7 negres peó · c7 negres peó · f7 negres peó · a6 negres peó · e6 negres peó · f6 blanques peó · h6 negres peó · b4 blanques peó · g4 negres peó · c3 negres peó · d3 blanques torre · h3 blanques peó · c2 blanques peó · d2 blanques peó · f2 blanques peó · g2 blanques peó · c1 blanques rei · d1 blanques torre | e8 negres rei · h8 negres torre · b7 negres peó · c7 negres peó · f7 negres peó · a6 negres peó · e6 negres peó · f6 blanques peó · h6 negres peó · b4 blanques peó · g4 negres peó · c3 negres peó · d3 blanques torre · h3 blanques peó · c2 blanques peó · d2 blanques peó · f2 blanques peó · g2 blanques peó · c1 blanques rei · d1 blanques torre | e8 negres rei · h8 negres torre · b7 negres peó · c7 negres peó · f7 negres peó · a6 negres peó · e6 negres peó · f6 blanques peó · h6 negres peó · b4 blanques peó · g4 negres peó · c3 negres peó · d3 blanques torre · h3 blanques peó · c2 blanques peó · d2 blanques peó · f2 blanques peó · g2 blanques peó · c1 blanques rei · d1 blanques torre | e8 negres rei · h8 negres torre · b7 negres peó · c7 negres peó · f7 negres peó · a6 negres peó · e6 negres peó · f6 blanques peó · h6 negres peó · b4 blanques peó · g4 negres peó · c3 negres peó · d3 blanques torre · h3 blanques peó · c2 blanques peó · d2 blanques peó · f2 blanques peó · g2 blanques peó · c1 blanques rei · d1 blanques torre | e8 negres rei · h8 negres torre · b7 negres peó · c7 negres peó · f7 negres peó · a6 negres peó · e6 negres peó · f6 blanques peó · h6 negres peó · b4 blanques peó · g4 negres peó · c3 negres peó · d3 blanques torre · h3 blanques peó · c2 blanques peó · d2 blanques peó · f2 blanques peó · g2 blanques peó · c1 blanques rei · d1 blanques torre | e8 negres rei · h8 negres torre · b7 negres peó · c7 negres peó · f7 negres peó · a6 negres peó · e6 negres peó · f6 blanques peó · h6 negres peó · b4 blanques peó · g4 negres peó · c3 negres peó · d3 blanques torre · h3 blanques peó · c2 blanques peó · d2 blanques peó · f2 blanques peó · g2 blanques peó · c1 blanques rei · d1 blanques torre | e8 negres rei · h8 negres torre · b7 negres peó · c7 negres peó · f7 negres peó · a6 negres peó · e6 negres peó · f6 blanques peó · h6 negres peó · b4 blanques peó · g4 negres peó · c3 negres peó · d3 blanques torre · h3 blanques peó · c2 blanques peó · d2 blanques peó · f2 blanques peó · g2 blanques peó · c1 blanques rei · d1 blanques torre | e8 negres rei · h8 negres torre · b7 negres peó · c7 negres peó · f7 negres peó · a6 negres peó · e6 negres peó · f6 blanques peó · h6 negres peó · b4 blanques peó · g4 negres peó · c3 negres peó · d3 blanques torre · h3 blanques peó · c2 blanques peó · d2 blanques peó · f2 blanques peó · g2 blanques peó · c1 blanques rei · d1 blanques torre | 7 |
| 6 | e8 negres rei · h8 negres torre · b7 negres peó · c7 negres peó · f7 negres peó · a6 negres peó · e6 negres peó · f6 blanques peó · h6 negres peó · b4 blanques peó · g4 negres peó · c3 negres peó · d3 blanques torre · h3 blanques peó · c2 blanques peó · d2 blanques peó · f2 blanques peó · g2 blanques peó · c1 blanques rei · d1 blanques torre | e8 negres rei · h8 negres torre · b7 negres peó · c7 negres peó · f7 negres peó · a6 negres peó · e6 negres peó · f6 blanques peó · h6 negres peó · b4 blanques peó · g4 negres peó · c3 negres peó · d3 blanques torre · h3 blanques peó · c2 blanques peó · d2 blanques peó · f2 blanques peó · g2 blanques peó · c1 blanques rei · d1 blanques torre | e8 negres rei · h8 negres torre · b7 negres peó · c7 negres peó · f7 negres peó · a6 negres peó · e6 negres peó · f6 blanques peó · h6 negres peó · b4 blanques peó · g4 negres peó · c3 negres peó · d3 blanques torre · h3 blanques peó · c2 blanques peó · d2 blanques peó · f2 blanques peó · g2 blanques peó · c1 blanques rei · d1 blanques torre | e8 negres rei · h8 negres torre · b7 negres peó · c7 negres peó · f7 negres peó · a6 negres peó · e6 negres peó · f6 blanques peó · h6 negres peó · b4 blanques peó · g4 negres peó · c3 negres peó · d3 blanques torre · h3 blanques peó · c2 blanques peó · d2 blanques peó · f2 blanques peó · g2 blanques peó · c1 blanques rei · d1 blanques torre | e8 negres rei · h8 negres torre · b7 negres peó · c7 negres peó · f7 negres peó · a6 negres peó · e6 negres peó · f6 blanques peó · h6 negres peó · b4 blanques peó · g4 negres peó · c3 negres peó · d3 blanques torre · h3 blanques peó · c2 blanques peó · d2 blanques peó · f2 blanques peó · g2 blanques peó · c1 blanques rei · d1 blanques torre | e8 negres rei · h8 negres torre · b7 negres peó · c7 negres peó · f7 negres peó · a6 negres peó · e6 negres peó · f6 blanques peó · h6 negres peó · b4 blanques peó · g4 negres peó · c3 negres peó · d3 blanques torre · h3 blanques peó · c2 blanques peó · d2 blanques peó · f2 blanques peó · g2 blanques peó · c1 blanques rei · d1 blanques torre | e8 negres rei · h8 negres torre · b7 negres peó · c7 negres peó · f7 negres peó · a6 negres peó · e6 negres peó · f6 blanques peó · h6 negres peó · b4 blanques peó · g4 negres peó · c3 negres peó · d3 blanques torre · h3 blanques peó · c2 blanques peó · d2 blanques peó · f2 blanques peó · g2 blanques peó · c1 blanques rei · d1 blanques torre | e8 negres rei · h8 negres torre · b7 negres peó · c7 negres peó · f7 negres peó · a6 negres peó · e6 negres peó · f6 blanques peó · h6 negres peó · b4 blanques peó · g4 negres peó · c3 negres peó · d3 blanques torre · h3 blanques peó · c2 blanques peó · d2 blanques peó · f2 blanques peó · g2 blanques peó · c1 blanques rei · d1 blanques torre | 6 |
| 5 | e8 negres rei · h8 negres torre · b7 negres peó · c7 negres peó · f7 negres peó · a6 negres peó · e6 negres peó · f6 blanques peó · h6 negres peó · b4 blanques peó · g4 negres peó · c3 negres peó · d3 blanques torre · h3 blanques peó · c2 blanques peó · d2 blanques peó · f2 blanques peó · g2 blanques peó · c1 blanques rei · d1 blanques torre | e8 negres rei · h8 negres torre · b7 negres peó · c7 negres peó · f7 negres peó · a6 negres peó · e6 negres peó · f6 blanques peó · h6 negres peó · b4 blanques peó · g4 negres peó · c3 negres peó · d3 blanques torre · h3 blanques peó · c2 blanques peó · d2 blanques peó · f2 blanques peó · g2 blanques peó · c1 blanques rei · d1 blanques torre | e8 negres rei · h8 negres torre · b7 negres peó · c7 negres peó · f7 negres peó · a6 negres peó · e6 negres peó · f6 blanques peó · h6 negres peó · b4 blanques peó · g4 negres peó · c3 negres peó · d3 blanques torre · h3 blanques peó · c2 blanques peó · d2 blanques peó · f2 blanques peó · g2 blanques peó · c1 blanques rei · d1 blanques torre | e8 negres rei · h8 negres torre · b7 negres peó · c7 negres peó · f7 negres peó · a6 negres peó · e6 negres peó · f6 blanques peó · h6 negres peó · b4 blanques peó · g4 negres peó · c3 negres peó · d3 blanques torre · h3 blanques peó · c2 blanques peó · d2 blanques peó · f2 blanques peó · g2 blanques peó · c1 blanques rei · d1 blanques torre | e8 negres rei · h8 negres torre · b7 negres peó · c7 negres peó · f7 negres peó · a6 negres peó · e6 negres peó · f6 blanques peó · h6 negres peó · b4 blanques peó · g4 negres peó · c3 negres peó · d3 blanques torre · h3 blanques peó · c2 blanques peó · d2 blanques peó · f2 blanques peó · g2 blanques peó · c1 blanques rei · d1 blanques torre | e8 negres rei · h8 negres torre · b7 negres peó · c7 negres peó · f7 negres peó · a6 negres peó · e6 negres peó · f6 blanques peó · h6 negres peó · b4 blanques peó · g4 negres peó · c3 negres peó · d3 blanques torre · h3 blanques peó · c2 blanques peó · d2 blanques peó · f2 blanques peó · g2 blanques peó · c1 blanques rei · d1 blanques torre | e8 negres rei · h8 negres torre · b7 negres peó · c7 negres peó · f7 negres peó · a6 negres peó · e6 negres peó · f6 blanques peó · h6 negres peó · b4 blanques peó · g4 negres peó · c3 negres peó · d3 blanques torre · h3 blanques peó · c2 blanques peó · d2 blanques peó · f2 blanques peó · g2 blanques peó · c1 blanques rei · d1 blanques torre | e8 negres rei · h8 negres torre · b7 negres peó · c7 negres peó · f7 negres peó · a6 negres peó · e6 negres peó · f6 blanques peó · h6 negres peó · b4 blanques peó · g4 negres peó · c3 negres peó · d3 blanques torre · h3 blanques peó · c2 blanques peó · d2 blanques peó · f2 blanques peó · g2 blanques peó · c1 blanques rei · d1 blanques torre | 5 |
| 4 | e8 negres rei · h8 negres torre · b7 negres peó · c7 negres peó · f7 negres peó · a6 negres peó · e6 negres peó · f6 blanques peó · h6 negres peó · b4 blanques peó · g4 negres peó · c3 negres peó · d3 blanques torre · h3 blanques peó · c2 blanques peó · d2 blanques peó · f2 blanques peó · g2 blanques peó · c1 blanques rei · d1 blanques torre | e8 negres rei · h8 negres torre · b7 negres peó · c7 negres peó · f7 negres peó · a6 negres peó · e6 negres peó · f6 blanques peó · h6 negres peó · b4 blanques peó · g4 negres peó · c3 negres peó · d3 blanques torre · h3 blanques peó · c2 blanques peó · d2 blanques peó · f2 blanques peó · g2 blanques peó · c1 blanques rei · d1 blanques torre | e8 negres rei · h8 negres torre · b7 negres peó · c7 negres peó · f7 negres peó · a6 negres peó · e6 negres peó · f6 blanques peó · h6 negres peó · b4 blanques peó · g4 negres peó · c3 negres peó · d3 blanques torre · h3 blanques peó · c2 blanques peó · d2 blanques peó · f2 blanques peó · g2 blanques peó · c1 blanques rei · d1 blanques torre | e8 negres rei · h8 negres torre · b7 negres peó · c7 negres peó · f7 negres peó · a6 negres peó · e6 negres peó · f6 blanques peó · h6 negres peó · b4 blanques peó · g4 negres peó · c3 negres peó · d3 blanques torre · h3 blanques peó · c2 blanques peó · d2 blanques peó · f2 blanques peó · g2 blanques peó · c1 blanques rei · d1 blanques torre | e8 negres rei · h8 negres torre · b7 negres peó · c7 negres peó · f7 negres peó · a6 negres peó · e6 negres peó · f6 blanques peó · h6 negres peó · b4 blanques peó · g4 negres peó · c3 negres peó · d3 blanques torre · h3 blanques peó · c2 blanques peó · d2 blanques peó · f2 blanques peó · g2 blanques peó · c1 blanques rei · d1 blanques torre | e8 negres rei · h8 negres torre · b7 negres peó · c7 negres peó · f7 negres peó · a6 negres peó · e6 negres peó · f6 blanques peó · h6 negres peó · b4 blanques peó · g4 negres peó · c3 negres peó · d3 blanques torre · h3 blanques peó · c2 blanques peó · d2 blanques peó · f2 blanques peó · g2 blanques peó · c1 blanques rei · d1 blanques torre | e8 negres rei · h8 negres torre · b7 negres peó · c7 negres peó · f7 negres peó · a6 negres peó · e6 negres peó · f6 blanques peó · h6 negres peó · b4 blanques peó · g4 negres peó · c3 negres peó · d3 blanques torre · h3 blanques peó · c2 blanques peó · d2 blanques peó · f2 blanques peó · g2 blanques peó · c1 blanques rei · d1 blanques torre | e8 negres rei · h8 negres torre · b7 negres peó · c7 negres peó · f7 negres peó · a6 negres peó · e6 negres peó · f6 blanques peó · h6 negres peó · b4 blanques peó · g4 negres peó · c3 negres peó · d3 blanques torre · h3 blanques peó · c2 blanques peó · d2 blanques peó · f2 blanques peó · g2 blanques peó · c1 blanques rei · d1 blanques torre | 4 |
| 3 | e8 negres rei · h8 negres torre · b7 negres peó · c7 negres peó · f7 negres peó · a6 negres peó · e6 negres peó · f6 blanques peó · h6 negres peó · b4 blanques peó · g4 negres peó · c3 negres peó · d3 blanques torre · h3 blanques peó · c2 blanques peó · d2 blanques peó · f2 blanques peó · g2 blanques peó · c1 blanques rei · d1 blanques torre | e8 negres rei · h8 negres torre · b7 negres peó · c7 negres peó · f7 negres peó · a6 negres peó · e6 negres peó · f6 blanques peó · h6 negres peó · b4 blanques peó · g4 negres peó · c3 negres peó · d3 blanques torre · h3 blanques peó · c2 blanques peó · d2 blanques peó · f2 blanques peó · g2 blanques peó · c1 blanques rei · d1 blanques torre | e8 negres rei · h8 negres torre · b7 negres peó · c7 negres peó · f7 negres peó · a6 negres peó · e6 negres peó · f6 blanques peó · h6 negres peó · b4 blanques peó · g4 negres peó · c3 negres peó · d3 blanques torre · h3 blanques peó · c2 blanques peó · d2 blanques peó · f2 blanques peó · g2 blanques peó · c1 blanques rei · d1 blanques torre | e8 negres rei · h8 negres torre · b7 negres peó · c7 negres peó · f7 negres peó · a6 negres peó · e6 negres peó · f6 blanques peó · h6 negres peó · b4 blanques peó · g4 negres peó · c3 negres peó · d3 blanques torre · h3 blanques peó · c2 blanques peó · d2 blanques peó · f2 blanques peó · g2 blanques peó · c1 blanques rei · d1 blanques torre | e8 negres rei · h8 negres torre · b7 negres peó · c7 negres peó · f7 negres peó · a6 negres peó · e6 negres peó · f6 blanques peó · h6 negres peó · b4 blanques peó · g4 negres peó · c3 negres peó · d3 blanques torre · h3 blanques peó · c2 blanques peó · d2 blanques peó · f2 blanques peó · g2 blanques peó · c1 blanques rei · d1 blanques torre | e8 negres rei · h8 negres torre · b7 negres peó · c7 negres peó · f7 negres peó · a6 negres peó · e6 negres peó · f6 blanques peó · h6 negres peó · b4 blanques peó · g4 negres peó · c3 negres peó · d3 blanques torre · h3 blanques peó · c2 blanques peó · d2 blanques peó · f2 blanques peó · g2 blanques peó · c1 blanques rei · d1 blanques torre | e8 negres rei · h8 negres torre · b7 negres peó · c7 negres peó · f7 negres peó · a6 negres peó · e6 negres peó · f6 blanques peó · h6 negres peó · b4 blanques peó · g4 negres peó · c3 negres peó · d3 blanques torre · h3 blanques peó · c2 blanques peó · d2 blanques peó · f2 blanques peó · g2 blanques peó · c1 blanques rei · d1 blanques torre | e8 negres rei · h8 negres torre · b7 negres peó · c7 negres peó · f7 negres peó · a6 negres peó · e6 negres peó · f6 blanques peó · h6 negres peó · b4 blanques peó · g4 negres peó · c3 negres peó · d3 blanques torre · h3 blanques peó · c2 blanques peó · d2 blanques peó · f2 blanques peó · g2 blanques peó · c1 blanques rei · d1 blanques torre | 3 |
| 2 | e8 negres rei · h8 negres torre · b7 negres peó · c7 negres peó · f7 negres peó · a6 negres peó · e6 negres peó · f6 blanques peó · h6 negres peó · b4 blanques peó · g4 negres peó · c3 negres peó · d3 blanques torre · h3 blanques peó · c2 blanques peó · d2 blanques peó · f2 blanques peó · g2 blanques peó · c1 blanques rei · d1 blanques torre | e8 negres rei · h8 negres torre · b7 negres peó · c7 negres peó · f7 negres peó · a6 negres peó · e6 negres peó · f6 blanques peó · h6 negres peó · b4 blanques peó · g4 negres peó · c3 negres peó · d3 blanques torre · h3 blanques peó · c2 blanques peó · d2 blanques peó · f2 blanques peó · g2 blanques peó · c1 blanques rei · d1 blanques torre | e8 negres rei · h8 negres torre · b7 negres peó · c7 negres peó · f7 negres peó · a6 negres peó · e6 negres peó · f6 blanques peó · h6 negres peó · b4 blanques peó · g4 negres peó · c3 negres peó · d3 blanques torre · h3 blanques peó · c2 blanques peó · d2 blanques peó · f2 blanques peó · g2 blanques peó · c1 blanques rei · d1 blanques torre | e8 negres rei · h8 negres torre · b7 negres peó · c7 negres peó · f7 negres peó · a6 negres peó · e6 negres peó · f6 blanques peó · h6 negres peó · b4 blanques peó · g4 negres peó · c3 negres peó · d3 blanques torre · h3 blanques peó · c2 blanques peó · d2 blanques peó · f2 blanques peó · g2 blanques peó · c1 blanques rei · d1 blanques torre | e8 negres rei · h8 negres torre · b7 negres peó · c7 negres peó · f7 negres peó · a6 negres peó · e6 negres peó · f6 blanques peó · h6 negres peó · b4 blanques peó · g4 negres peó · c3 negres peó · d3 blanques torre · h3 blanques peó · c2 blanques peó · d2 blanques peó · f2 blanques peó · g2 blanques peó · c1 blanques rei · d1 blanques torre | e8 negres rei · h8 negres torre · b7 negres peó · c7 negres peó · f7 negres peó · a6 negres peó · e6 negres peó · f6 blanques peó · h6 negres peó · b4 blanques peó · g4 negres peó · c3 negres peó · d3 blanques torre · h3 blanques peó · c2 blanques peó · d2 blanques peó · f2 blanques peó · g2 blanques peó · c1 blanques rei · d1 blanques torre | e8 negres rei · h8 negres torre · b7 negres peó · c7 negres peó · f7 negres peó · a6 negres peó · e6 negres peó · f6 blanques peó · h6 negres peó · b4 blanques peó · g4 negres peó · c3 negres peó · d3 blanques torre · h3 blanques peó · c2 blanques peó · d2 blanques peó · f2 blanques peó · g2 blanques peó · c1 blanques rei · d1 blanques torre | e8 negres rei · h8 negres torre · b7 negres peó · c7 negres peó · f7 negres peó · a6 negres peó · e6 negres peó · f6 blanques peó · h6 negres peó · b4 blanques peó · g4 negres peó · c3 negres peó · d3 blanques torre · h3 blanques peó · c2 blanques peó · d2 blanques peó · f2 blanques peó · g2 blanques peó · c1 blanques rei · d1 blanques torre | 2 |
| 1 | e8 negres rei · h8 negres torre · b7 negres peó · c7 negres peó · f7 negres peó · a6 negres peó · e6 negres peó · f6 blanques peó · h6 negres peó · b4 blanques peó · g4 negres peó · c3 negres peó · d3 blanques torre · h3 blanques peó · c2 blanques peó · d2 blanques peó · f2 blanques peó · g2 blanques peó · c1 blanques rei · d1 blanques torre | e8 negres rei · h8 negres torre · b7 negres peó · c7 negres peó · f7 negres peó · a6 negres peó · e6 negres peó · f6 blanques peó · h6 negres peó · b4 blanques peó · g4 negres peó · c3 negres peó · d3 blanques torre · h3 blanques peó · c2 blanques peó · d2 blanques peó · f2 blanques peó · g2 blanques peó · c1 blanques rei · d1 blanques torre | e8 negres rei · h8 negres torre · b7 negres peó · c7 negres peó · f7 negres peó · a6 negres peó · e6 negres peó · f6 blanques peó · h6 negres peó · b4 blanques peó · g4 negres peó · c3 negres peó · d3 blanques torre · h3 blanques peó · c2 blanques peó · d2 blanques peó · f2 blanques peó · g2 blanques peó · c1 blanques rei · d1 blanques torre | e8 negres rei · h8 negres torre · b7 negres peó · c7 negres peó · f7 negres peó · a6 negres peó · e6 negres peó · f6 blanques peó · h6 negres peó · b4 blanques peó · g4 negres peó · c3 negres peó · d3 blanques torre · h3 blanques peó · c2 blanques peó · d2 blanques peó · f2 blanques peó · g2 blanques peó · c1 blanques rei · d1 blanques torre | e8 negres rei · h8 negres torre · b7 negres peó · c7 negres peó · f7 negres peó · a6 negres peó · e6 negres peó · f6 blanques peó · h6 negres peó · b4 blanques peó · g4 negres peó · c3 negres peó · d3 blanques torre · h3 blanques peó · c2 blanques peó · d2 blanques peó · f2 blanques peó · g2 blanques peó · c1 blanques rei · d1 blanques torre | e8 negres rei · h8 negres torre · b7 negres peó · c7 negres peó · f7 negres peó · a6 negres peó · e6 negres peó · f6 blanques peó · h6 negres peó · b4 blanques peó · g4 negres peó · c3 negres peó · d3 blanques torre · h3 blanques peó · c2 blanques peó · d2 blanques peó · f2 blanques peó · g2 blanques peó · c1 blanques rei · d1 blanques torre | e8 negres rei · h8 negres torre · b7 negres peó · c7 negres peó · f7 negres peó · a6 negres peó · e6 negres peó · f6 blanques peó · h6 negres peó · b4 blanques peó · g4 negres peó · c3 negres peó · d3 blanques torre · h3 blanques peó · c2 blanques peó · d2 blanques peó · f2 blanques peó · g2 blanques peó · c1 blanques rei · d1 blanques torre | e8 negres rei · h8 negres torre · b7 negres peó · c7 negres peó · f7 negres peó · a6 negres peó · e6 negres peó · f6 blanques peó · h6 negres peó · b4 blanques peó · g4 negres peó · c3 negres peó · d3 blanques torre · h3 blanques peó · c2 blanques peó · d2 blanques peó · f2 blanques peó · g2 blanques peó · c1 blanques rei · d1 blanques torre | 1 |
|   | a | b | c | d | e | f | g | h |   |

Aquest problema és un cas enginyós. El negre està impotent davant les amenaces a la columna d (2.dxc3 i 3.Td8#), tret que 1... 0-0! sigui legal. De fet, si 1... 0-0 fos legal, el problema és insoluble, així que les blanques han de demostrar que és il·legal.
Si les blanques acaben d'enrocar, aleshores el rei blanc i la torre de la dama no s'han mogut mai fins a aquest jugada, de manera que la torre de rei mai no hauria sortit. Així doncs, la torre de d3 és promocionada. Si un peó havia coronat a d8, e8 o f8, llavors el rei negre s'hauria d'haver mogut; h8, i la torre negra s'ha d'haver mogut; a8, b8 o c8, i ha d'haver sortit per d8 i el rei negre s'ha d'haver mogut. Per tant, g8 és l'únic quadre de promoció possible. Però només els peons b i e podrien haver arribat allà, i qualsevol requeriria almenys set captures per tenir en compte les posicions dels peons blancs, quan només falten sis unitats negres. Per tant, si les blanques acaben d'enrocar, les negres no poden enrocar.
Per tant, les blanques han fet el moviment retrospectiu 1.0-0-0! En enrocar primer, les blanques demostren que les negres no poden enrocar. Un cop desfet el moviment, ara les blanques han de refer la bateria de la columna d per donar mat, cosa que sembla possible mitjançant 1.0-0-0 o 1.Td1. Però aquest últim moviment falla al peó g enemic: 1.Td1 g3! i l'amenaça de 2... gxf2+! costa un moviment a les blanques. Per tant, les blanques retrocedeixen 1.0-0-0 i juguen 1.0-0-0!

### La convenció a posteriori (AP).
|   | a | b | c | d | e | f | g | h |   |
| 8 | a8 negres alfil · a7 negres peó · f7 blanques peó · c6 negres rei · d6 negres alfil · e6 blanques peó · f6 negres peó · h6 negres peó · d5 negres peó · e5 negres peó · f5 blanques peó · g5 negres peó · a4 negres cavall · e4 negres peó · f4 negres peó · a2 blanques peó · c2 blanques peó · d2 blanques peó · e2 blanques peó · h2 blanques peó · e1 blanques rei · h1 blanques torre | a8 negres alfil · a7 negres peó · f7 blanques peó · c6 negres rei · d6 negres alfil · e6 blanques peó · f6 negres peó · h6 negres peó · d5 negres peó · e5 negres peó · f5 blanques peó · g5 negres peó · a4 negres cavall · e4 negres peó · f4 negres peó · a2 blanques peó · c2 blanques peó · d2 blanques peó · e2 blanques peó · h2 blanques peó · e1 blanques rei · h1 blanques torre | a8 negres alfil · a7 negres peó · f7 blanques peó · c6 negres rei · d6 negres alfil · e6 blanques peó · f6 negres peó · h6 negres peó · d5 negres peó · e5 negres peó · f5 blanques peó · g5 negres peó · a4 negres cavall · e4 negres peó · f4 negres peó · a2 blanques peó · c2 blanques peó · d2 blanques peó · e2 blanques peó · h2 blanques peó · e1 blanques rei · h1 blanques torre | a8 negres alfil · a7 negres peó · f7 blanques peó · c6 negres rei · d6 negres alfil · e6 blanques peó · f6 negres peó · h6 negres peó · d5 negres peó · e5 negres peó · f5 blanques peó · g5 negres peó · a4 negres cavall · e4 negres peó · f4 negres peó · a2 blanques peó · c2 blanques peó · d2 blanques peó · e2 blanques peó · h2 blanques peó · e1 blanques rei · h1 blanques torre | a8 negres alfil · a7 negres peó · f7 blanques peó · c6 negres rei · d6 negres alfil · e6 blanques peó · f6 negres peó · h6 negres peó · d5 negres peó · e5 negres peó · f5 blanques peó · g5 negres peó · a4 negres cavall · e4 negres peó · f4 negres peó · a2 blanques peó · c2 blanques peó · d2 blanques peó · e2 blanques peó · h2 blanques peó · e1 blanques rei · h1 blanques torre | a8 negres alfil · a7 negres peó · f7 blanques peó · c6 negres rei · d6 negres alfil · e6 blanques peó · f6 negres peó · h6 negres peó · d5 negres peó · e5 negres peó · f5 blanques peó · g5 negres peó · a4 negres cavall · e4 negres peó · f4 negres peó · a2 blanques peó · c2 blanques peó · d2 blanques peó · e2 blanques peó · h2 blanques peó · e1 blanques rei · h1 blanques torre | a8 negres alfil · a7 negres peó · f7 blanques peó · c6 negres rei · d6 negres alfil · e6 blanques peó · f6 negres peó · h6 negres peó · d5 negres peó · e5 negres peó · f5 blanques peó · g5 negres peó · a4 negres cavall · e4 negres peó · f4 negres peó · a2 blanques peó · c2 blanques peó · d2 blanques peó · e2 blanques peó · h2 blanques peó · e1 blanques rei · h1 blanques torre | a8 negres alfil · a7 negres peó · f7 blanques peó · c6 negres rei · d6 negres alfil · e6 blanques peó · f6 negres peó · h6 negres peó · d5 negres peó · e5 negres peó · f5 blanques peó · g5 negres peó · a4 negres cavall · e4 negres peó · f4 negres peó · a2 blanques peó · c2 blanques peó · d2 blanques peó · e2 blanques peó · h2 blanques peó · e1 blanques rei · h1 blanques torre | 8 |
| 7 | a8 negres alfil · a7 negres peó · f7 blanques peó · c6 negres rei · d6 negres alfil · e6 blanques peó · f6 negres peó · h6 negres peó · d5 negres peó · e5 negres peó · f5 blanques peó · g5 negres peó · a4 negres cavall · e4 negres peó · f4 negres peó · a2 blanques peó · c2 blanques peó · d2 blanques peó · e2 blanques peó · h2 blanques peó · e1 blanques rei · h1 blanques torre | a8 negres alfil · a7 negres peó · f7 blanques peó · c6 negres rei · d6 negres alfil · e6 blanques peó · f6 negres peó · h6 negres peó · d5 negres peó · e5 negres peó · f5 blanques peó · g5 negres peó · a4 negres cavall · e4 negres peó · f4 negres peó · a2 blanques peó · c2 blanques peó · d2 blanques peó · e2 blanques peó · h2 blanques peó · e1 blanques rei · h1 blanques torre | a8 negres alfil · a7 negres peó · f7 blanques peó · c6 negres rei · d6 negres alfil · e6 blanques peó · f6 negres peó · h6 negres peó · d5 negres peó · e5 negres peó · f5 blanques peó · g5 negres peó · a4 negres cavall · e4 negres peó · f4 negres peó · a2 blanques peó · c2 blanques peó · d2 blanques peó · e2 blanques peó · h2 blanques peó · e1 blanques rei · h1 blanques torre | a8 negres alfil · a7 negres peó · f7 blanques peó · c6 negres rei · d6 negres alfil · e6 blanques peó · f6 negres peó · h6 negres peó · d5 negres peó · e5 negres peó · f5 blanques peó · g5 negres peó · a4 negres cavall · e4 negres peó · f4 negres peó · a2 blanques peó · c2 blanques peó · d2 blanques peó · e2 blanques peó · h2 blanques peó · e1 blanques rei · h1 blanques torre | a8 negres alfil · a7 negres peó · f7 blanques peó · c6 negres rei · d6 negres alfil · e6 blanques peó · f6 negres peó · h6 negres peó · d5 negres peó · e5 negres peó · f5 blanques peó · g5 negres peó · a4 negres cavall · e4 negres peó · f4 negres peó · a2 blanques peó · c2 blanques peó · d2 blanques peó · e2 blanques peó · h2 blanques peó · e1 blanques rei · h1 blanques torre | a8 negres alfil · a7 negres peó · f7 blanques peó · c6 negres rei · d6 negres alfil · e6 blanques peó · f6 negres peó · h6 negres peó · d5 negres peó · e5 negres peó · f5 blanques peó · g5 negres peó · a4 negres cavall · e4 negres peó · f4 negres peó · a2 blanques peó · c2 blanques peó · d2 blanques peó · e2 blanques peó · h2 blanques peó · e1 blanques rei · h1 blanques torre | a8 negres alfil · a7 negres peó · f7 blanques peó · c6 negres rei · d6 negres alfil · e6 blanques peó · f6 negres peó · h6 negres peó · d5 negres peó · e5 negres peó · f5 blanques peó · g5 negres peó · a4 negres cavall · e4 negres peó · f4 negres peó · a2 blanques peó · c2 blanques peó · d2 blanques peó · e2 blanques peó · h2 blanques peó · e1 blanques rei · h1 blanques torre | a8 negres alfil · a7 negres peó · f7 blanques peó · c6 negres rei · d6 negres alfil · e6 blanques peó · f6 negres peó · h6 negres peó · d5 negres peó · e5 negres peó · f5 blanques peó · g5 negres peó · a4 negres cavall · e4 negres peó · f4 negres peó · a2 blanques peó · c2 blanques peó · d2 blanques peó · e2 blanques peó · h2 blanques peó · e1 blanques rei · h1 blanques torre | 7 |
| 6 | a8 negres alfil · a7 negres peó · f7 blanques peó · c6 negres rei · d6 negres alfil · e6 blanques peó · f6 negres peó · h6 negres peó · d5 negres peó · e5 negres peó · f5 blanques peó · g5 negres peó · a4 negres cavall · e4 negres peó · f4 negres peó · a2 blanques peó · c2 blanques peó · d2 blanques peó · e2 blanques peó · h2 blanques peó · e1 blanques rei · h1 blanques torre | a8 negres alfil · a7 negres peó · f7 blanques peó · c6 negres rei · d6 negres alfil · e6 blanques peó · f6 negres peó · h6 negres peó · d5 negres peó · e5 negres peó · f5 blanques peó · g5 negres peó · a4 negres cavall · e4 negres peó · f4 negres peó · a2 blanques peó · c2 blanques peó · d2 blanques peó · e2 blanques peó · h2 blanques peó · e1 blanques rei · h1 blanques torre | a8 negres alfil · a7 negres peó · f7 blanques peó · c6 negres rei · d6 negres alfil · e6 blanques peó · f6 negres peó · h6 negres peó · d5 negres peó · e5 negres peó · f5 blanques peó · g5 negres peó · a4 negres cavall · e4 negres peó · f4 negres peó · a2 blanques peó · c2 blanques peó · d2 blanques peó · e2 blanques peó · h2 blanques peó · e1 blanques rei · h1 blanques torre | a8 negres alfil · a7 negres peó · f7 blanques peó · c6 negres rei · d6 negres alfil · e6 blanques peó · f6 negres peó · h6 negres peó · d5 negres peó · e5 negres peó · f5 blanques peó · g5 negres peó · a4 negres cavall · e4 negres peó · f4 negres peó · a2 blanques peó · c2 blanques peó · d2 blanques peó · e2 blanques peó · h2 blanques peó · e1 blanques rei · h1 blanques torre | a8 negres alfil · a7 negres peó · f7 blanques peó · c6 negres rei · d6 negres alfil · e6 blanques peó · f6 negres peó · h6 negres peó · d5 negres peó · e5 negres peó · f5 blanques peó · g5 negres peó · a4 negres cavall · e4 negres peó · f4 negres peó · a2 blanques peó · c2 blanques peó · d2 blanques peó · e2 blanques peó · h2 blanques peó · e1 blanques rei · h1 blanques torre | a8 negres alfil · a7 negres peó · f7 blanques peó · c6 negres rei · d6 negres alfil · e6 blanques peó · f6 negres peó · h6 negres peó · d5 negres peó · e5 negres peó · f5 blanques peó · g5 negres peó · a4 negres cavall · e4 negres peó · f4 negres peó · a2 blanques peó · c2 blanques peó · d2 blanques peó · e2 blanques peó · h2 blanques peó · e1 blanques rei · h1 blanques torre | a8 negres alfil · a7 negres peó · f7 blanques peó · c6 negres rei · d6 negres alfil · e6 blanques peó · f6 negres peó · h6 negres peó · d5 negres peó · e5 negres peó · f5 blanques peó · g5 negres peó · a4 negres cavall · e4 negres peó · f4 negres peó · a2 blanques peó · c2 blanques peó · d2 blanques peó · e2 blanques peó · h2 blanques peó · e1 blanques rei · h1 blanques torre | a8 negres alfil · a7 negres peó · f7 blanques peó · c6 negres rei · d6 negres alfil · e6 blanques peó · f6 negres peó · h6 negres peó · d5 negres peó · e5 negres peó · f5 blanques peó · g5 negres peó · a4 negres cavall · e4 negres peó · f4 negres peó · a2 blanques peó · c2 blanques peó · d2 blanques peó · e2 blanques peó · h2 blanques peó · e1 blanques rei · h1 blanques torre | 6 |
| 5 | a8 negres alfil · a7 negres peó · f7 blanques peó · c6 negres rei · d6 negres alfil · e6 blanques peó · f6 negres peó · h6 negres peó · d5 negres peó · e5 negres peó · f5 blanques peó · g5 negres peó · a4 negres cavall · e4 negres peó · f4 negres peó · a2 blanques peó · c2 blanques peó · d2 blanques peó · e2 blanques peó · h2 blanques peó · e1 blanques rei · h1 blanques torre | a8 negres alfil · a7 negres peó · f7 blanques peó · c6 negres rei · d6 negres alfil · e6 blanques peó · f6 negres peó · h6 negres peó · d5 negres peó · e5 negres peó · f5 blanques peó · g5 negres peó · a4 negres cavall · e4 negres peó · f4 negres peó · a2 blanques peó · c2 blanques peó · d2 blanques peó · e2 blanques peó · h2 blanques peó · e1 blanques rei · h1 blanques torre | a8 negres alfil · a7 negres peó · f7 blanques peó · c6 negres rei · d6 negres alfil · e6 blanques peó · f6 negres peó · h6 negres peó · d5 negres peó · e5 negres peó · f5 blanques peó · g5 negres peó · a4 negres cavall · e4 negres peó · f4 negres peó · a2 blanques peó · c2 blanques peó · d2 blanques peó · e2 blanques peó · h2 blanques peó · e1 blanques rei · h1 blanques torre | a8 negres alfil · a7 negres peó · f7 blanques peó · c6 negres rei · d6 negres alfil · e6 blanques peó · f6 negres peó · h6 negres peó · d5 negres peó · e5 negres peó · f5 blanques peó · g5 negres peó · a4 negres cavall · e4 negres peó · f4 negres peó · a2 blanques peó · c2 blanques peó · d2 blanques peó · e2 blanques peó · h2 blanques peó · e1 blanques rei · h1 blanques torre | a8 negres alfil · a7 negres peó · f7 blanques peó · c6 negres rei · d6 negres alfil · e6 blanques peó · f6 negres peó · h6 negres peó · d5 negres peó · e5 negres peó · f5 blanques peó · g5 negres peó · a4 negres cavall · e4 negres peó · f4 negres peó · a2 blanques peó · c2 blanques peó · d2 blanques peó · e2 blanques peó · h2 blanques peó · e1 blanques rei · h1 blanques torre | a8 negres alfil · a7 negres peó · f7 blanques peó · c6 negres rei · d6 negres alfil · e6 blanques peó · f6 negres peó · h6 negres peó · d5 negres peó · e5 negres peó · f5 blanques peó · g5 negres peó · a4 negres cavall · e4 negres peó · f4 negres peó · a2 blanques peó · c2 blanques peó · d2 blanques peó · e2 blanques peó · h2 blanques peó · e1 blanques rei · h1 blanques torre | a8 negres alfil · a7 negres peó · f7 blanques peó · c6 negres rei · d6 negres alfil · e6 blanques peó · f6 negres peó · h6 negres peó · d5 negres peó · e5 negres peó · f5 blanques peó · g5 negres peó · a4 negres cavall · e4 negres peó · f4 negres peó · a2 blanques peó · c2 blanques peó · d2 blanques peó · e2 blanques peó · h2 blanques peó · e1 blanques rei · h1 blanques torre | a8 negres alfil · a7 negres peó · f7 blanques peó · c6 negres rei · d6 negres alfil · e6 blanques peó · f6 negres peó · h6 negres peó · d5 negres peó · e5 negres peó · f5 blanques peó · g5 negres peó · a4 negres cavall · e4 negres peó · f4 negres peó · a2 blanques peó · c2 blanques peó · d2 blanques peó · e2 blanques peó · h2 blanques peó · e1 blanques rei · h1 blanques torre | 5 |
| 4 | a8 negres alfil · a7 negres peó · f7 blanques peó · c6 negres rei · d6 negres alfil · e6 blanques peó · f6 negres peó · h6 negres peó · d5 negres peó · e5 negres peó · f5 blanques peó · g5 negres peó · a4 negres cavall · e4 negres peó · f4 negres peó · a2 blanques peó · c2 blanques peó · d2 blanques peó · e2 blanques peó · h2 blanques peó · e1 blanques rei · h1 blanques torre | a8 negres alfil · a7 negres peó · f7 blanques peó · c6 negres rei · d6 negres alfil · e6 blanques peó · f6 negres peó · h6 negres peó · d5 negres peó · e5 negres peó · f5 blanques peó · g5 negres peó · a4 negres cavall · e4 negres peó · f4 negres peó · a2 blanques peó · c2 blanques peó · d2 blanques peó · e2 blanques peó · h2 blanques peó · e1 blanques rei · h1 blanques torre | a8 negres alfil · a7 negres peó · f7 blanques peó · c6 negres rei · d6 negres alfil · e6 blanques peó · f6 negres peó · h6 negres peó · d5 negres peó · e5 negres peó · f5 blanques peó · g5 negres peó · a4 negres cavall · e4 negres peó · f4 negres peó · a2 blanques peó · c2 blanques peó · d2 blanques peó · e2 blanques peó · h2 blanques peó · e1 blanques rei · h1 blanques torre | a8 negres alfil · a7 negres peó · f7 blanques peó · c6 negres rei · d6 negres alfil · e6 blanques peó · f6 negres peó · h6 negres peó · d5 negres peó · e5 negres peó · f5 blanques peó · g5 negres peó · a4 negres cavall · e4 negres peó · f4 negres peó · a2 blanques peó · c2 blanques peó · d2 blanques peó · e2 blanques peó · h2 blanques peó · e1 blanques rei · h1 blanques torre | a8 negres alfil · a7 negres peó · f7 blanques peó · c6 negres rei · d6 negres alfil · e6 blanques peó · f6 negres peó · h6 negres peó · d5 negres peó · e5 negres peó · f5 blanques peó · g5 negres peó · a4 negres cavall · e4 negres peó · f4 negres peó · a2 blanques peó · c2 blanques peó · d2 blanques peó · e2 blanques peó · h2 blanques peó · e1 blanques rei · h1 blanques torre | a8 negres alfil · a7 negres peó · f7 blanques peó · c6 negres rei · d6 negres alfil · e6 blanques peó · f6 negres peó · h6 negres peó · d5 negres peó · e5 negres peó · f5 blanques peó · g5 negres peó · a4 negres cavall · e4 negres peó · f4 negres peó · a2 blanques peó · c2 blanques peó · d2 blanques peó · e2 blanques peó · h2 blanques peó · e1 blanques rei · h1 blanques torre | a8 negres alfil · a7 negres peó · f7 blanques peó · c6 negres rei · d6 negres alfil · e6 blanques peó · f6 negres peó · h6 negres peó · d5 negres peó · e5 negres peó · f5 blanques peó · g5 negres peó · a4 negres cavall · e4 negres peó · f4 negres peó · a2 blanques peó · c2 blanques peó · d2 blanques peó · e2 blanques peó · h2 blanques peó · e1 blanques rei · h1 blanques torre | a8 negres alfil · a7 negres peó · f7 blanques peó · c6 negres rei · d6 negres alfil · e6 blanques peó · f6 negres peó · h6 negres peó · d5 negres peó · e5 negres peó · f5 blanques peó · g5 negres peó · a4 negres cavall · e4 negres peó · f4 negres peó · a2 blanques peó · c2 blanques peó · d2 blanques peó · e2 blanques peó · h2 blanques peó · e1 blanques rei · h1 blanques torre | 4 |
| 3 | a8 negres alfil · a7 negres peó · f7 blanques peó · c6 negres rei · d6 negres alfil · e6 blanques peó · f6 negres peó · h6 negres peó · d5 negres peó · e5 negres peó · f5 blanques peó · g5 negres peó · a4 negres cavall · e4 negres peó · f4 negres peó · a2 blanques peó · c2 blanques peó · d2 blanques peó · e2 blanques peó · h2 blanques peó · e1 blanques rei · h1 blanques torre | a8 negres alfil · a7 negres peó · f7 blanques peó · c6 negres rei · d6 negres alfil · e6 blanques peó · f6 negres peó · h6 negres peó · d5 negres peó · e5 negres peó · f5 blanques peó · g5 negres peó · a4 negres cavall · e4 negres peó · f4 negres peó · a2 blanques peó · c2 blanques peó · d2 blanques peó · e2 blanques peó · h2 blanques peó · e1 blanques rei · h1 blanques torre | a8 negres alfil · a7 negres peó · f7 blanques peó · c6 negres rei · d6 negres alfil · e6 blanques peó · f6 negres peó · h6 negres peó · d5 negres peó · e5 negres peó · f5 blanques peó · g5 negres peó · a4 negres cavall · e4 negres peó · f4 negres peó · a2 blanques peó · c2 blanques peó · d2 blanques peó · e2 blanques peó · h2 blanques peó · e1 blanques rei · h1 blanques torre | a8 negres alfil · a7 negres peó · f7 blanques peó · c6 negres rei · d6 negres alfil · e6 blanques peó · f6 negres peó · h6 negres peó · d5 negres peó · e5 negres peó · f5 blanques peó · g5 negres peó · a4 negres cavall · e4 negres peó · f4 negres peó · a2 blanques peó · c2 blanques peó · d2 blanques peó · e2 blanques peó · h2 blanques peó · e1 blanques rei · h1 blanques torre | a8 negres alfil · a7 negres peó · f7 blanques peó · c6 negres rei · d6 negres alfil · e6 blanques peó · f6 negres peó · h6 negres peó · d5 negres peó · e5 negres peó · f5 blanques peó · g5 negres peó · a4 negres cavall · e4 negres peó · f4 negres peó · a2 blanques peó · c2 blanques peó · d2 blanques peó · e2 blanques peó · h2 blanques peó · e1 blanques rei · h1 blanques torre | a8 negres alfil · a7 negres peó · f7 blanques peó · c6 negres rei · d6 negres alfil · e6 blanques peó · f6 negres peó · h6 negres peó · d5 negres peó · e5 negres peó · f5 blanques peó · g5 negres peó · a4 negres cavall · e4 negres peó · f4 negres peó · a2 blanques peó · c2 blanques peó · d2 blanques peó · e2 blanques peó · h2 blanques peó · e1 blanques rei · h1 blanques torre | a8 negres alfil · a7 negres peó · f7 blanques peó · c6 negres rei · d6 negres alfil · e6 blanques peó · f6 negres peó · h6 negres peó · d5 negres peó · e5 negres peó · f5 blanques peó · g5 negres peó · a4 negres cavall · e4 negres peó · f4 negres peó · a2 blanques peó · c2 blanques peó · d2 blanques peó · e2 blanques peó · h2 blanques peó · e1 blanques rei · h1 blanques torre | a8 negres alfil · a7 negres peó · f7 blanques peó · c6 negres rei · d6 negres alfil · e6 blanques peó · f6 negres peó · h6 negres peó · d5 negres peó · e5 negres peó · f5 blanques peó · g5 negres peó · a4 negres cavall · e4 negres peó · f4 negres peó · a2 blanques peó · c2 blanques peó · d2 blanques peó · e2 blanques peó · h2 blanques peó · e1 blanques rei · h1 blanques torre | 3 |
| 2 | a8 negres alfil · a7 negres peó · f7 blanques peó · c6 negres rei · d6 negres alfil · e6 blanques peó · f6 negres peó · h6 negres peó · d5 negres peó · e5 negres peó · f5 blanques peó · g5 negres peó · a4 negres cavall · e4 negres peó · f4 negres peó · a2 blanques peó · c2 blanques peó · d2 blanques peó · e2 blanques peó · h2 blanques peó · e1 blanques rei · h1 blanques torre | a8 negres alfil · a7 negres peó · f7 blanques peó · c6 negres rei · d6 negres alfil · e6 blanques peó · f6 negres peó · h6 negres peó · d5 negres peó · e5 negres peó · f5 blanques peó · g5 negres peó · a4 negres cavall · e4 negres peó · f4 negres peó · a2 blanques peó · c2 blanques peó · d2 blanques peó · e2 blanques peó · h2 blanques peó · e1 blanques rei · h1 blanques torre | a8 negres alfil · a7 negres peó · f7 blanques peó · c6 negres rei · d6 negres alfil · e6 blanques peó · f6 negres peó · h6 negres peó · d5 negres peó · e5 negres peó · f5 blanques peó · g5 negres peó · a4 negres cavall · e4 negres peó · f4 negres peó · a2 blanques peó · c2 blanques peó · d2 blanques peó · e2 blanques peó · h2 blanques peó · e1 blanques rei · h1 blanques torre | a8 negres alfil · a7 negres peó · f7 blanques peó · c6 negres rei · d6 negres alfil · e6 blanques peó · f6 negres peó · h6 negres peó · d5 negres peó · e5 negres peó · f5 blanques peó · g5 negres peó · a4 negres cavall · e4 negres peó · f4 negres peó · a2 blanques peó · c2 blanques peó · d2 blanques peó · e2 blanques peó · h2 blanques peó · e1 blanques rei · h1 blanques torre | a8 negres alfil · a7 negres peó · f7 blanques peó · c6 negres rei · d6 negres alfil · e6 blanques peó · f6 negres peó · h6 negres peó · d5 negres peó · e5 negres peó · f5 blanques peó · g5 negres peó · a4 negres cavall · e4 negres peó · f4 negres peó · a2 blanques peó · c2 blanques peó · d2 blanques peó · e2 blanques peó · h2 blanques peó · e1 blanques rei · h1 blanques torre | a8 negres alfil · a7 negres peó · f7 blanques peó · c6 negres rei · d6 negres alfil · e6 blanques peó · f6 negres peó · h6 negres peó · d5 negres peó · e5 negres peó · f5 blanques peó · g5 negres peó · a4 negres cavall · e4 negres peó · f4 negres peó · a2 blanques peó · c2 blanques peó · d2 blanques peó · e2 blanques peó · h2 blanques peó · e1 blanques rei · h1 blanques torre | a8 negres alfil · a7 negres peó · f7 blanques peó · c6 negres rei · d6 negres alfil · e6 blanques peó · f6 negres peó · h6 negres peó · d5 negres peó · e5 negres peó · f5 blanques peó · g5 negres peó · a4 negres cavall · e4 negres peó · f4 negres peó · a2 blanques peó · c2 blanques peó · d2 blanques peó · e2 blanques peó · h2 blanques peó · e1 blanques rei · h1 blanques torre | a8 negres alfil · a7 negres peó · f7 blanques peó · c6 negres rei · d6 negres alfil · e6 blanques peó · f6 negres peó · h6 negres peó · d5 negres peó · e5 negres peó · f5 blanques peó · g5 negres peó · a4 negres cavall · e4 negres peó · f4 negres peó · a2 blanques peó · c2 blanques peó · d2 blanques peó · e2 blanques peó · h2 blanques peó · e1 blanques rei · h1 blanques torre | 2 |
| 1 | a8 negres alfil · a7 negres peó · f7 blanques peó · c6 negres rei · d6 negres alfil · e6 blanques peó · f6 negres peó · h6 negres peó · d5 negres peó · e5 negres peó · f5 blanques peó · g5 negres peó · a4 negres cavall · e4 negres peó · f4 negres peó · a2 blanques peó · c2 blanques peó · d2 blanques peó · e2 blanques peó · h2 blanques peó · e1 blanques rei · h1 blanques torre | a8 negres alfil · a7 negres peó · f7 blanques peó · c6 negres rei · d6 negres alfil · e6 blanques peó · f6 negres peó · h6 negres peó · d5 negres peó · e5 negres peó · f5 blanques peó · g5 negres peó · a4 negres cavall · e4 negres peó · f4 negres peó · a2 blanques peó · c2 blanques peó · d2 blanques peó · e2 blanques peó · h2 blanques peó · e1 blanques rei · h1 blanques torre | a8 negres alfil · a7 negres peó · f7 blanques peó · c6 negres rei · d6 negres alfil · e6 blanques peó · f6 negres peó · h6 negres peó · d5 negres peó · e5 negres peó · f5 blanques peó · g5 negres peó · a4 negres cavall · e4 negres peó · f4 negres peó · a2 blanques peó · c2 blanques peó · d2 blanques peó · e2 blanques peó · h2 blanques peó · e1 blanques rei · h1 blanques torre | a8 negres alfil · a7 negres peó · f7 blanques peó · c6 negres rei · d6 negres alfil · e6 blanques peó · f6 negres peó · h6 negres peó · d5 negres peó · e5 negres peó · f5 blanques peó · g5 negres peó · a4 negres cavall · e4 negres peó · f4 negres peó · a2 blanques peó · c2 blanques peó · d2 blanques peó · e2 blanques peó · h2 blanques peó · e1 blanques rei · h1 blanques torre | a8 negres alfil · a7 negres peó · f7 blanques peó · c6 negres rei · d6 negres alfil · e6 blanques peó · f6 negres peó · h6 negres peó · d5 negres peó · e5 negres peó · f5 blanques peó · g5 negres peó · a4 negres cavall · e4 negres peó · f4 negres peó · a2 blanques peó · c2 blanques peó · d2 blanques peó · e2 blanques peó · h2 blanques peó · e1 blanques rei · h1 blanques torre | a8 negres alfil · a7 negres peó · f7 blanques peó · c6 negres rei · d6 negres alfil · e6 blanques peó · f6 negres peó · h6 negres peó · d5 negres peó · e5 negres peó · f5 blanques peó · g5 negres peó · a4 negres cavall · e4 negres peó · f4 negres peó · a2 blanques peó · c2 blanques peó · d2 blanques peó · e2 blanques peó · h2 blanques peó · e1 blanques rei · h1 blanques torre | a8 negres alfil · a7 negres peó · f7 blanques peó · c6 negres rei · d6 negres alfil · e6 blanques peó · f6 negres peó · h6 negres peó · d5 negres peó · e5 negres peó · f5 blanques peó · g5 negres peó · a4 negres cavall · e4 negres peó · f4 negres peó · a2 blanques peó · c2 blanques peó · d2 blanques peó · e2 blanques peó · h2 blanques peó · e1 blanques rei · h1 blanques torre | a8 negres alfil · a7 negres peó · f7 blanques peó · c6 negres rei · d6 negres alfil · e6 blanques peó · f6 negres peó · h6 negres peó · d5 negres peó · e5 negres peó · f5 blanques peó · g5 negres peó · a4 negres cavall · e4 negres peó · f4 negres peó · a2 blanques peó · c2 blanques peó · d2 blanques peó · e2 blanques peó · h2 blanques peó · e1 blanques rei · h1 blanques torre | 1 |
|   | a | b | c | d | e | f | g | h |   |

Aquesta és potser la més controvertida de les convencions d'anàlisi retrògrada; si s'utilitza, el problema se sol marcar com a "AP".
De vegades és possible demostrar que si l'enroc fos possible, aleshores el moviment anterior ha d'haver estat un pas doble d'un peó, fent legal una captura al pas . En aquest cas, es fa la captura al pas, i després es prova la seva legalitat a posteriori; això s'aconsegueix amb l'enroc. En alguns d'aquests problemes, la defensa de les negres consisteix a intentar evitar que les blanques enroquin, fent il·legal la captura inicial al pas . Nenad Petrović va compondre diversos problemes en aquest sentit; l'exemple donat a l'esquerra es va debatre àmpliament al llibre Chess Curiosities de Tim Krabbé.
Les negres han fet 6 captures; tenint en compte la seva formació de peons, les 6 captures s'han d'haver fet amb peons; els peons de captura han d'haver començat a b7, c7, d7 i e7. Les blanques han fet 4 captures; de nou totes aquestes captures s'han d'haver fet amb peons. 3 d'aquestes captures s'han d'haver fet amb el peó a e6, que va començar a b2. Quin dels peons de f5 i f7 va començar a g2? Només un d'aquests peons va fer una captura; el peó f original de les negres no ha fet cap captura i encara es troba a la columna f, de manera que el peó de f7 no pot ser el peó f original; ha d'haver començat a g2, i el peó de f5 ha d'haver començat a f2. La captura s'ha d'haver fet a f7, després que les negres juguessin f7–f6 però abans que les negres moguessin el peó g. La seqüència era la següent: els peons de les blanques van avançar a f5 i g6; Les negres van fer una captura exf4; en algun moment les negres van jugar f7–f6; Les blanques van fer una captura gxf7; Les negres van jugar g7–g5 (o g7–g6 i g6–g5).
Per resoldre aquest problema, cal considerar quina va ser l'última jugada de les blanques. Si el rei o la torre es mouen, les blanques no poden enrocar. S'ha establert que el peó f5 començava a f2, de manera que l'única manera en què les blanques podrien haver mogut un peó és si l'últim moviment fos gxf7, a la qual cosa les negres han contestat immediatament... g7–g5. Si aquest és el cas, les blanques poden jugar 1.fxg6 (una captura al pas ). Així s'ha demostrat que si les blanques poden enrocar, llavors 1.fxg6 ap és legal.
La solució tal com es va donar originalment va ser 1.fxg6 ep (intenció de demostrar la seva legalitat a posteriori enrocant) 1... Ac5 (impedir l'enroc i amenaçar...Af2+, que forçaria un moviment del rei i deslegitimaria la captura al pas ) 2.e3 fxe3 3.0-0 (sacrificant una torre per tal de legitimar la captura al pas ; si 3.d4 Ab4+ força un moviment de rei i impedeix l'enroc)... e2+ 4. Rg2 exf1=D+ 5. Rxf1 i les blanques tenen una posició guanyada.
Aquesta composició va ser molt controvertida quan es va publicar per primera vegada, a causa en part de les motivacions "no escaquístiques" darrere dels moviments 1... Ac5, 2.e3 i 3.0-0, i va provocar un acalorat debat en els cercles problemàtics dels escacs. Enmig de la polèmica, es va passar per alt que la victòria no està clara a la posició final, i de fet les negres podrien haver guanyat amb 3... exd2+! (en lloc de 3...e2+) 4. Rg2 e3.